# Chronologie der Geschichte von Rees
Chronologie zur Geschichte von Rees und seinen Ortsteilen sowie der Umgebung (bis zum Jahr 1700)

## Letzte Kaltzeit

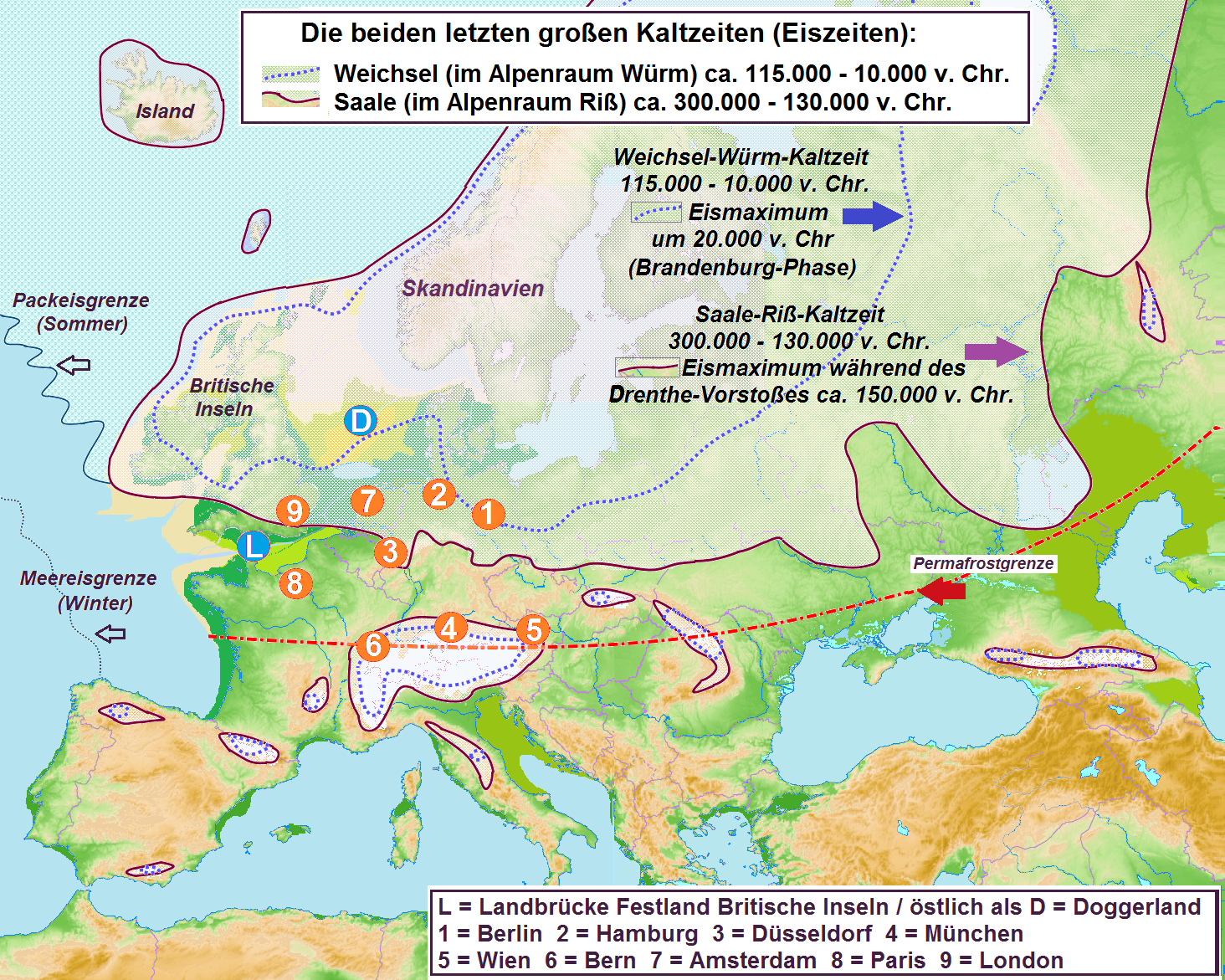
Kennzeichnend für das Jungpleistozän in Europa sind die Weichsel-/Würm-Kaltzeiten (hier im Vergleich zum älteren Saale/Riß-Komplex). Die Gletschervorstöße waren unterbrochen von wärmeren Perioden, in denen sich der Neandertaler über die Permafrostgrenze hinaus nach Norden und Nordosten ausbreitete. Ab etwa 40.000 v. Chr. besiedelte der ebenfalls aus Afrika eingewanderte Cro-Magnon-Mensch diese Gebiete.

- ca. 110.000 bis ca. 10.000 Letzte Kaltzeit; jungpleistozäne Kaltphase

## Mittelsteinzeit
- Belege menschlichen Lebens im heutigen Stadtgebiet Xanten stellen im Raum Obermörmter gefundene Geweihhacken dar, die aus der ausgehenden Mittelsteinzeit (ca. 9600 bis 6400 vor Christus) stammen.

## Jungsteinzeit
- Im Stadtzentrum von Xanten werden jungsteinzeitliche Gräber, Steinwerkzeuge und Töpfereiprodukte, in den Ortschaften Wardt und Vynen jungsteinzeitliche Beile gefunden.
- Bei Bauarbeiten zur Autobahn (A 3) im Jahr 1961 entdeckt man auf dem Colettenberg / Wittenhorst bei Haldern (heute zu Rees gehörig) Reste von Grabbeigaben (Becherscherben, Dolche) aus dem Ende der Jungsteinzeit (vor 4000 Jahren).[1]

## Bronzezeit
- Bronzezeitliche Schwerter, Dolche und Ziernadeln werden in den Xantener Ortsteilen Lüttingen, Wardt und Vynen entdeckt.

## Eisenzeit
- Spuren einer dauerhaften Besiedlung Xantens sind auf dem Gelände des Archäologischen Parks nachweisbar und stammen aus der Eisenzeit.

## 800 bis 450 v. Chr.
- 800 vor Chr. Siedlung aus der älteren Eisenzeit im heutigen Kevelaer (Brunnenanlage, Urnenfunde)
- 800–450 vor Chr. Bei Bauarbeiten zur Autobahn (A 3) im Jahr 1961 entdeckt man auf dem Colettenberg / Wittenhorst bei Haldern (heute zum Reeser Stadtgebiet gehörend) Reste einer Siedlung aus der Hallstattzeit (800 bis 450 vor Christus). Im Diersfordter Wald findet man ein Hügelgräberfeld aus der gleichen Zeit.[2]

## 450 v. Chr. bis zum Jahr 0
- Spuren menschlichen Wirkens auf dem Gebiet des heutigen Mehrhoog reichen bis in die Latènezeit (450 v. Chr. bis zum Jahr 0) zurück.[3]

## Zeit der Römer und Germanen am unteren Niederrhein (ca. 50 vor Chr. bis ca. 350 nach Chr.)

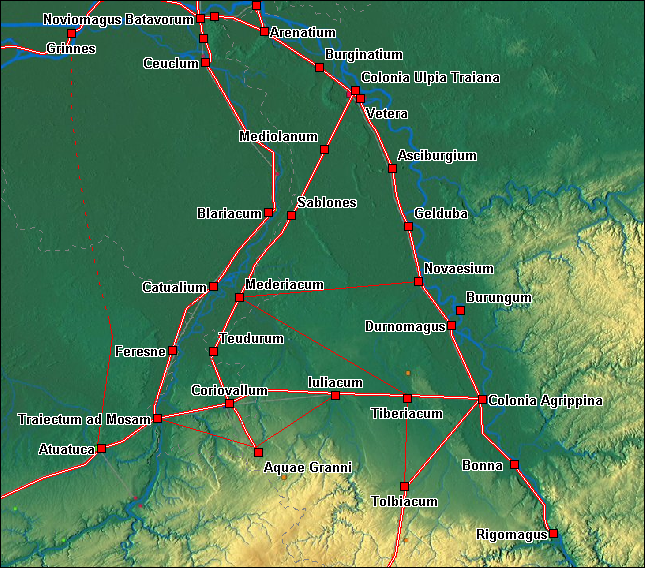
Römisches Straßennetz des Niederrheins – Germania Inferior

- ca. 50 vor Chr. bis ca. 350 n. Chr. Zeit der Römer am linken Niederrhein zwischen Maas und Rhein, in den heutigen Niederlanden sowie in Belgien (Tongern)
- Niedergermanischer Limes mit den Städten Colonia Claudia Ara Agrippinensium (Köln), (Novaesium) Neuss, Colonia Ulpia Traiana (Xanten) und Ulpia Noviomagus Batavorum (Nijmegen) und weiteren, zwischen den Städten angelegten Römerlagern; der Rhein als natürliche Grenze zum Osten / Norden hin
- Auseinandersetzungen mit der dort lebenden bzw. eindringenden westgermanischen / fränkischen Bevölkerung (Bataver, Chamaver, Brukterer, Usipeter, Salfranken, Rheinfranken, Sugambrer …)
- Feldzüge der Römer über den Rhein nach Osten (Lollilus, Augustus, Drusus …)

- 19–12/10 vor Chr. Bau des Römerlagers Noviomagus auf dem Hunnerberg im heutigen Nijmegen (Niederlande) für zwei römische Legionen[4][5]
- 17/16 vor Chr. vernichtende Niederlage des römischen Statthalters Marcus Lollilus (Clades Lolliana, 5. Legion) gegen die Germanen
- 13/12 vor Chr. Rheinoffensive unter Kaiser Augustus,[6] Bau des Lagers Vetera I. (13/12 v. Chr. bis 70 n. Chr.) auf dem so genannten Fürstenberg bei Birten,
- Raum Xanten[7] fortan immer Standort von mindestens einer Legion.
- 12 vor Chr. Drusus beginnt seine Offensive.
- 7 vor Chr. Die Sugambrer, ein westgermanischer Stamm vom Niederrhein, siedeln linksrheinische an der Maas.

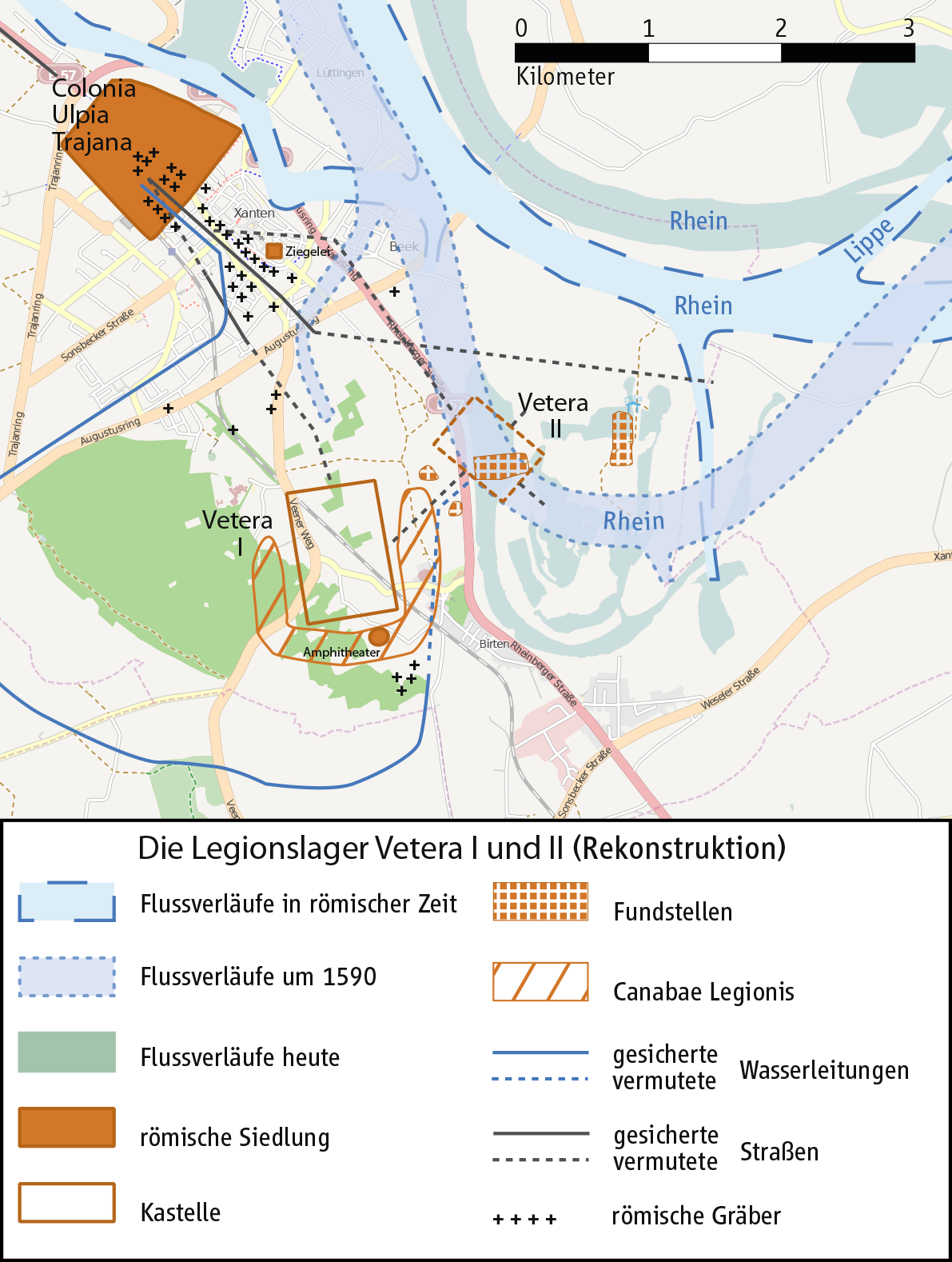
Lage der Legionslager Vetera I und II, sowie der Colonia Ulpia Traiana; siehe auch den damaligen und heutigen Flussverlauf

- 40 Südlich des Monreberges[8] in Kalkar ist eine Reitereinheit von rund 480 Mann im römischen Hilfstruppenkastell Burginatium (Altkalkar) stationiert.
- 41–52 n. Chr. Kastell I des Römerlagers Steincheshofs wird zur Zeit des Kaisers Claudius erbaut. Nachbarkastelle waren Quadriburgium (Kastell Qualburg bei Bedburg-Hau) und Burginatium (Altkalkar).[9]
- um 50 Germanische Stämme Bataver, Chamaver (Hamaland) und Brukterer leben am unteren Niederrhein.
- 50  Köln  erhält Stadtrechte
- 67/68 Aufstand der Bataver, Zerstörung des Lagers Vetera I. (Fürstenberg / Birten)
- Römerlager (14 Hektar) mit mehreren parallelen Gräben, Zeichen einer ungewöhnlich starken Befestigung, nordwestlich von Till-Moyland (erst im Jahr 2015 von der Luft aus entdeckt)[10]
- nach 69 das Lager Vetera II. wird errichtet (71 n. Chr. bis 275/276 n. Chr.)
- nach 69 Kastell II des Römerlagers Steincheshofs wird erbaut.
- 98/99 Colonia Ulpia Traiana, Status einer Colonia, 73 Hektar
- 2. Jh. Blütezeit der römischen Colonia Ulpia Traiana (Xanten)
- Stadt Zutphen (heute Niederlande) existiert schon in der Römerzeit.
- Römisches Reich ist im Innern unstabil und wird von außen bedroht.
- 275/276 Ende des Lagers Vetera II.
- Ende 3. Jahrhundert Colonia Ulpia Traiana wird von den Franken überrannt u. zerstört.
- Colonia Ulpia Traiana verkleinert sich (neun zentrale Stadtbezirke, ca. 30 Hektar – insulae), starke Befestigung
- Städtisches Leben erlischt in der Römerstadt (Xanten).

## Zeit der Franken (Merowinger, Karolinger) am Niederrhein (ca. 350 bis 850)
- 357 Salfranken erstmals bezeugt; könnten ursprünglich in Salland in der niederländischen Provinz Overijssel beheimatet gewesen sein. 358 überschreiten sie den Rhein nach Südwesten und fallen über die Betuwe in das Römische Reich ein
- 5. Jh. beginnen sich chattuarische Franken auf dem Gebiet Xanten niederzulassen.
- Franken siedeln sich auf Gehöften außerhalb der römischen Stadt an (Xanten); Nachfahren der provinzialrömischen Bevölkerung („Romanen“) müssen sich mit den Franken arrangieren.
- 5. Jh. Frankensiedlung (Friedhof) in Wardt (Xanten).[11] (ehemaliger Hof Nederwick).
- Über dem Gräberfeld im Süden der Stadt Colonia Ulpia Traiana (Xanten) entstehen kleinere Gedenkbauten; zwei Gräber dort werden für Märtyrergräber gehalten (ad santos = zu den Heiligen – Xanten).
- 496 Schlacht von Zülpich (Salfranken / Rheinfranken kämpfen gegen Alamannen).
- um 500 Aus einer Kiesgrube östlich von Wissel wird das Fragment eines Schwertes geborgen.[12]
- 6. bis 9. Jh. Die Besiedlung Bislichs beginnt im frühen Mittelalter (Merowinger, Gräberfeld)[13]
- um 500–800 n. Chr. Auf einer erhöhten Stelle, einer „Ward“, entsteht die fränkische Siedlung Rees. Der Name soll auf „Rys“ = Reis = Rees (Weidengehölz mit Röhricht) zurückgehen.
- um 550 bis 9. Jh. Reste von Grabfunden (bei Kevelaer); Scherbenfunde

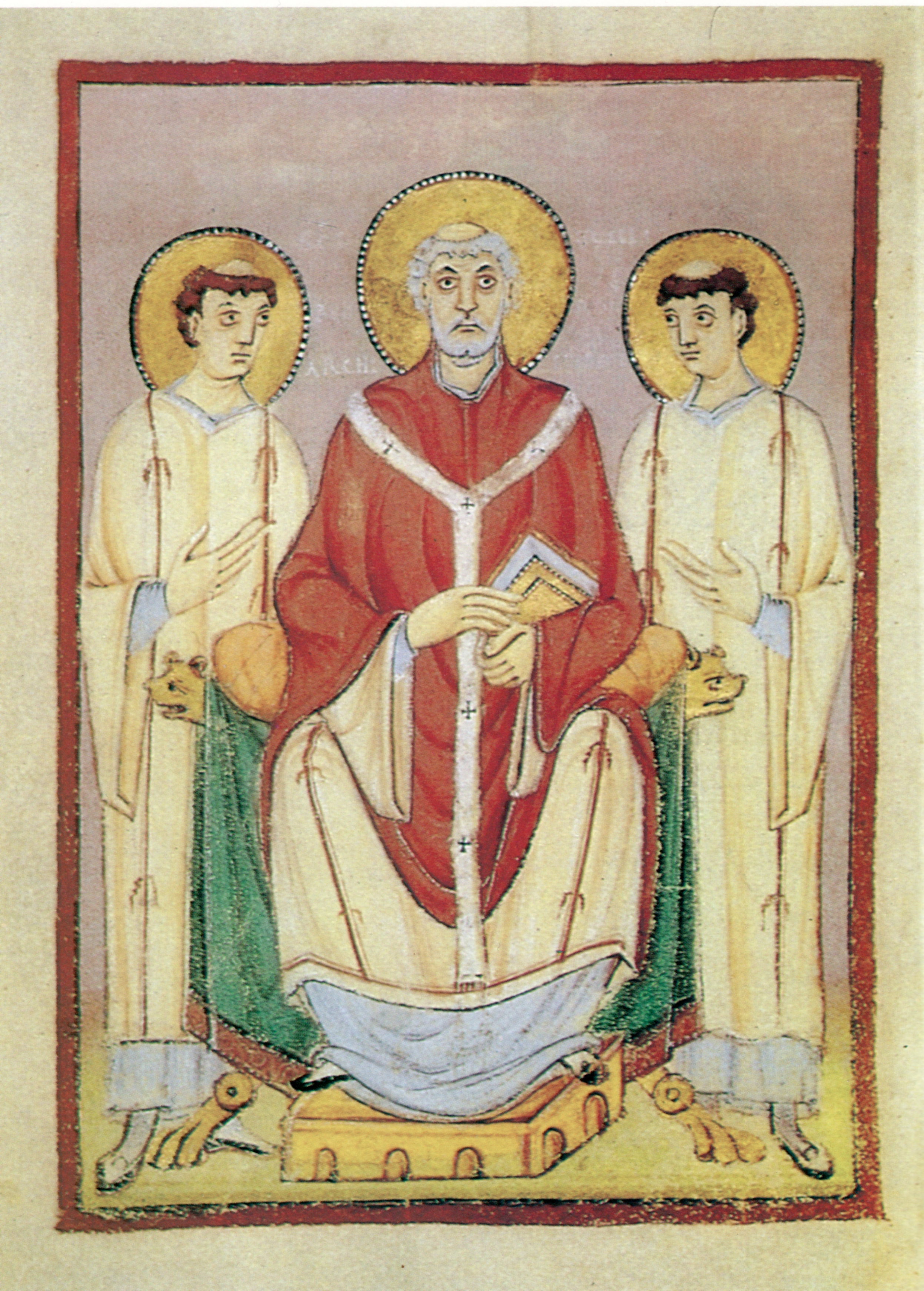
Heiliger Willibrord. Buchmalerei, Trier um 1000

- 7. Jh. Aufwändige Bestattungen in Bislich, u. a. Grab das einer Frau mit einem Wagen.[14]
- 7. Jh. Besiedlung von Altkalkar
- Mitte 7. Jahrhundert Erste Siedlung in Wesel (Christen werden in Holzsärgen beerdigt).
- 7./8. Jh. Fränkisches Gehöft (Webhütte / Webkeller / screona) auf dem Dünenrücken des Colettenbergs (bei Haldern, heute zu Rees).[15]
- 657–735 Der Niederrhein wird durch den angelsächsischen Mönch Willibrord christianisiert.[16]
- 8. Jh. Als Ursprung der heutigen Stadt Wesel wird ein fränkischer Gutshof vermutet, der im Bereich des heutigen Kornmarkts lag.[17] Anfang des 8. Jahrhunderts erwähnte eine Urkundenabschrift im Kloster Echternach erstmals den Namen „Wesele“.[18]
- um 700 Willibrord gründet die Missionsstation Emmerich im Bistum Utrecht und weiht die erste Martinskirche.
- 700 Bau einer kleinen Holzkirche in Rees, deren Patron Hl. Dentlinus (Angehöriger des merowingischen Königshauses) ist.[19]

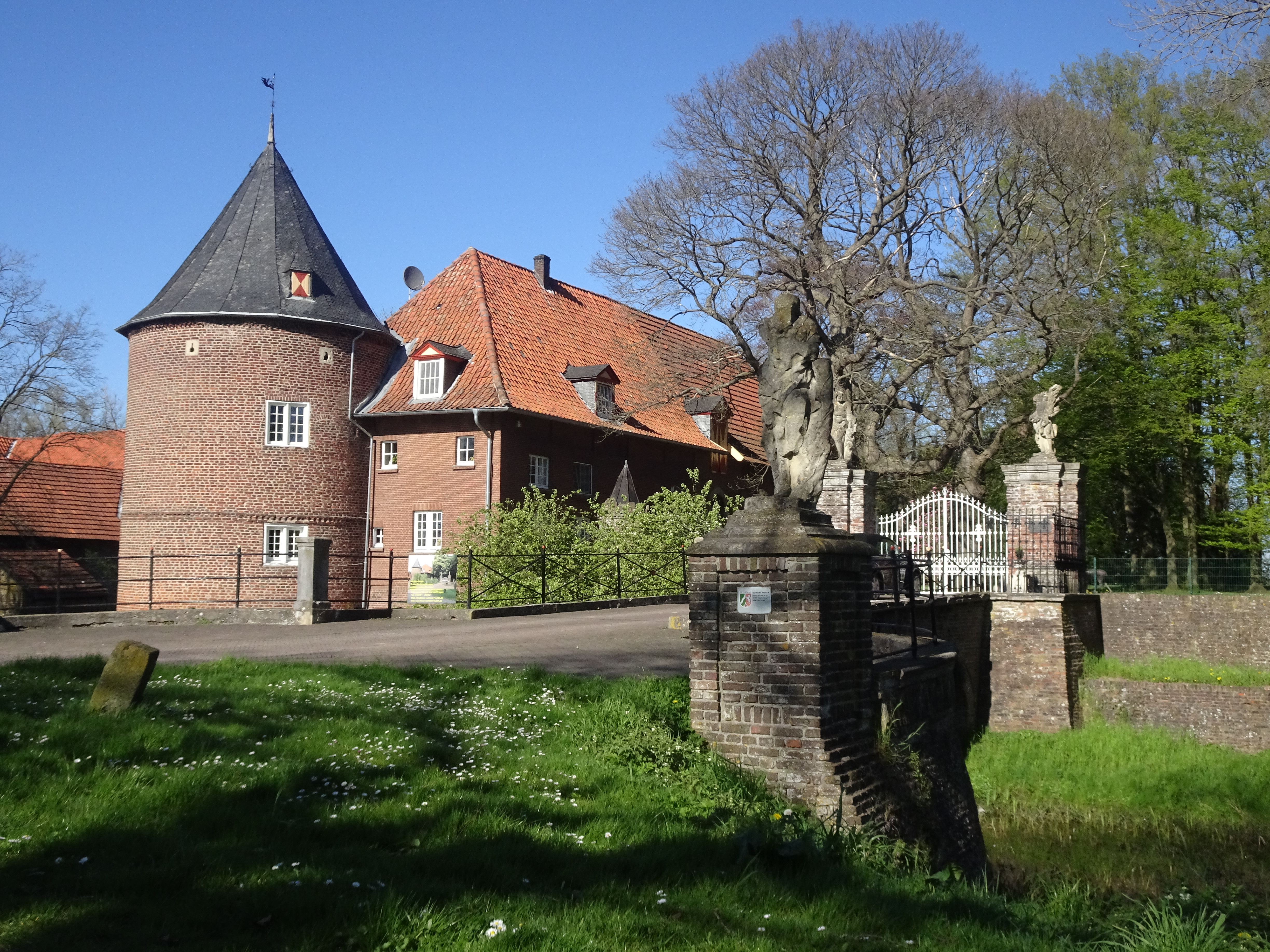
Schloss Hueth (Vorderansicht mit Brücke und Rundturm)

- vor 750 Merowingisches Krongut in Mehr (Zur Rose), heute zu Rees gehörend.
- 8. bis 12. Jh. Aus einer Kiesgrube östlich von Wissel stammt eine derart große Zahl von Funden, dass man hier die Lage der ursprünglichen Ansiedlung vermutet, die bei einer Katastrophe in den Rhein abgerutscht ist und zu einer Verlagerung von Wissel an seinen heutigen Standort zwingt.
- 752 Im Stadtzentrum Xanten ist eine karolingische Kirche belegbar. Um die zweite Hälfte des 8. Jahrhunderts ist ein Stift zu Ehren Viktors angelegt worden.
- 750–800 Zur Sicherung der Reeser Umgebung gegen feindliche Überfälle lässt König Karl der Grosse die Häuser / Burgen Bellinghoven, Sonsfeld, Aspel, Empel, Hueth (alle heute zum Reeser Stadtgebiet gehörig) und Offenberg (Emmerich-Praest) errichten.
- 799–810 Möglicherweise ist die zum Gräberfeld in Bislich gehörige Siedlung identisch mit dem Ort Lippeham, den Karl der Große zwischen 799 und 810 mehrfach besucht.
- Ende 8. Jh. vermutliche karolingische Gründung der Kirche in Bienen (heute zu Rees)

## Die Stadt Rees – ein Spielball der Geschichte

### Rees gehört zum Herzogtum Lothringen / Niederlothringen (843–1050 – Lothar, Ludwig, Otto)
- 828 Villa Embrici (Emmerich) wird erstmals urkundlich erwähnt.
- 843 Vertrag von Verdun (Aufteilung des Frankenreiches): Der Niederrhein fällt zum Königreich Lothars I.
- 863 Einfall der Normannen in das Niederrheingebiet; im Gefolge Brandschatzung und Verwüstung.
- 864 Wikingerüberfall auf Xanten.
- 870 Vertrag von Mersen (Meerssen) – Aufteilung Lotharingens (Herzogtum Lothringen) nach dem Tod Lothars II.
- 899 Esserden (Rees) wird erstmals urkundlich erwähnt.[20]
- 10. Jh.  Duisburg  wird Königspfalz. Es sind mindestens 18 Königsaufenthalte im 10. Jahrhundert belegt. 929 fand in der Stadt eine Reichssynode statt.
- Burg mit Siedlung in Kleve (Cleve).
- 903 Am Nordeingang der Kirche von Bienen heißt es, dass die Kirche St. Lambertus im Jahr 903 am Fest des heiligen Lambertus geweiht wird.
- 945 Das ehemalige merowingische Krongut Curtis in Mere (Wirtschaftshof zu Mehr) vermacht Luitgart, eine Tochter von Otto dem Großen, der Xantener Propstei. Dieser Hof gilt als der Namensgeber des Dorfes Mehr. Die Propstei entwickelt aus diesem Hof den größten von sechs ihr unterstehenden Oberhöfen (Oberhof zu Mehr).
- 950 Graf Richizo von Zutphen, Sohn des Grafen Adalbert vom Saargau, Onkel Kaiser Heinrichs III, wird Herr von Aspel und Rees mitsamt der Kirche und Hof von Rees.
- 959 Das Herzogtum Lothringen zerfällt in Niederlothringen, wozu der Niederrhein gehört, und Oberlothringen.

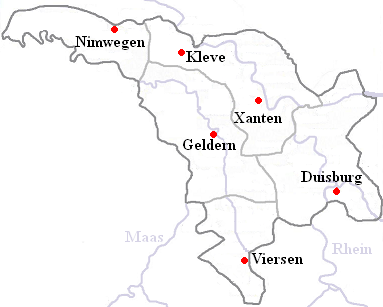
Ausdehnung des Archidiakonats Xanten im 11. Jahrhundert

- 11. Jh. Die Festung Munna wird bei Kalkar angelegt (Vorgängerin der Burg Monterberg).
- um 1000 Mittelschiff der Eigenkapelle des Oberhofes in Mehr wird errichtet.
- um 1000 Die spätere Gräfin Irmgardis von Aspel wird geboren.
- um 1000 Die Burg Aspel wird erwähnt.
- 1000 Reeser Kirche durch Blitzstrahl eingeäschert.
- 1003 Gräfin Adela von Uplage schenkt der Abtei Deutz zum Heil ihrer Seele, den ihrem Sohn Meinwerk, Bischof von Paderborn, gehörenden Hof „Rynwick“ sowie das Emporium – den Handelsplatz Rees mitsamt den zur Südseite des Marktplatzes hin gelegenen Wohnhäusern.
- 1011/12 Godizo, Vater von Irmgardis und Irmtrudis von Aspel und Heimbach, stirbt. Vormund für die beiden Töchter wird Gerhard III., Graf von Metz, „Mosellanus“. Der aber gibt die Aspeler Burg an Balderich und schickt seine Mündel mit ihrer Mutter auf die Burg Hengebach in Heimbach. Godizos Witwe heiratet in zweiter Ehe den Ritter Gevehard (Gerhard) von Monterberg, der daraufhin die Burg Aspel von Balderich zurückfordert. Der gibt die Anlage aber erst heraus, als er auf der Burg Monterberg bei Kalkar festgesetzt worden ist.
- 1016 Kaiser Heinrich II. soll seine Verwandte auf ihrer Burg Aspel besucht haben.
- ca. 1020 Kleve (Cleve) wird eine Grafschaft.
- 1020/24 Erste Erwähnung der Burg Aspel (im Werk De diversitate temporum des Mönchs Alpert von Metz). Sie gehört zu den frühesten Bauwerken im Rheinland. Nennung eines Godizo, Graf von Aspel und Heimbach, dessen Burg Aspel belagert wird.
- 1031 Zum ersten Mal wird die Siedlung Hafti (Haffen) schriftlich erwähnt. Damals gehört die Siedlung zum Kirchspiel Renen. Der Standort der Kirche von Renen ist heute nicht genau zu lokalisieren. Man weiß, dass sie rheinnah gelegen hat und durch ein Hochwasser zerstört worden ist.
- Nach dem Tod der Mutter wird die älteste Tochter Irmgard Herrin auf Aspel.
- 1040 Gräfin Irmgardis errichtet über den Gräbern ihrer Eltern eine romanische Steinkirche, die durch Erzbischof Dassellius von Köln der Hl. Maria geweiht wird. (Rees, Maria-Himmelfahrt)
- 1040 Irmgard von Aspel lässt über den Gräbern ihrer Eltern in Rees ein neues Gotteshaus bauen und gründet dort ein Kanonikerstift, das der Muttergottes geweiht ist. Das Stift bildet die Keimzelle zur Entwicklung der Stadt. Entscheidende Bedeutung für Rees hat auch die Einführung des Marktes, der durch das Anwachsen der Zahl der Kaufleute und Handwerker entsteht. Hier treffen ländliche Versorgungsfunktionen und örtliches Gewerbe zusammen.
- 1040 Erste Befestigung in Rees (= Ringwall mit einem Durchmesser von 300 Meter), umfasst Nordseite des Reeser Marktes, Dellstrasse, Gouverneursstr., Oberstadt und Wasserstraße.
- 1040 St. Martini-Kirche in Emmerich, Gründungsbau einer dreischiffigen Tuffstein-Basilika mit einem östlichen Querschiff und dem dreischiffigen Chor. Im Westen befindet sich eine Zweiturmfassade.
- 1048 Stiftsschule, auch Lateinschule genannt in Rees (besteht bis zum Jahr 1848).
- 1049 Papst Leo IX., der Onkel Irmgards von Aspel, soll in Aspel zu Gast gewesen sein.

### Rees gehört zu Kurköln (1050–1321)
- 1050 Irmgard von Aspel schenkt ihren Besitz (Rees und Aspel) dem Erzbischof von Köln.
- 1057 Erzbischof Anno II von Cöln bestätigt die Bestimmung der Gräfin Irminthrudis, wodurch sie, neben allen anderen Gütern, die Probstei zu Rees der erzbischöflichen Kirche untergeben, auch ihre Hörigen in jener Gegend zu Wachszinsigen übertragen.
- 1064 Die Herren von Bergh ('s-Heerenbergh) werden schriftlich erwähnt.
- 1064 Bei Irmgards kinderlosem Tod (vor 1064) folgt ihr die jüngere Schwester Irmtrud als Burgherrin, deren Tochter aus der Ehe mit Rupert I. die Heilige Irmgard von Süchteln ist.
- 1070 Wissel wird erstmals urkundlich erwähnt.

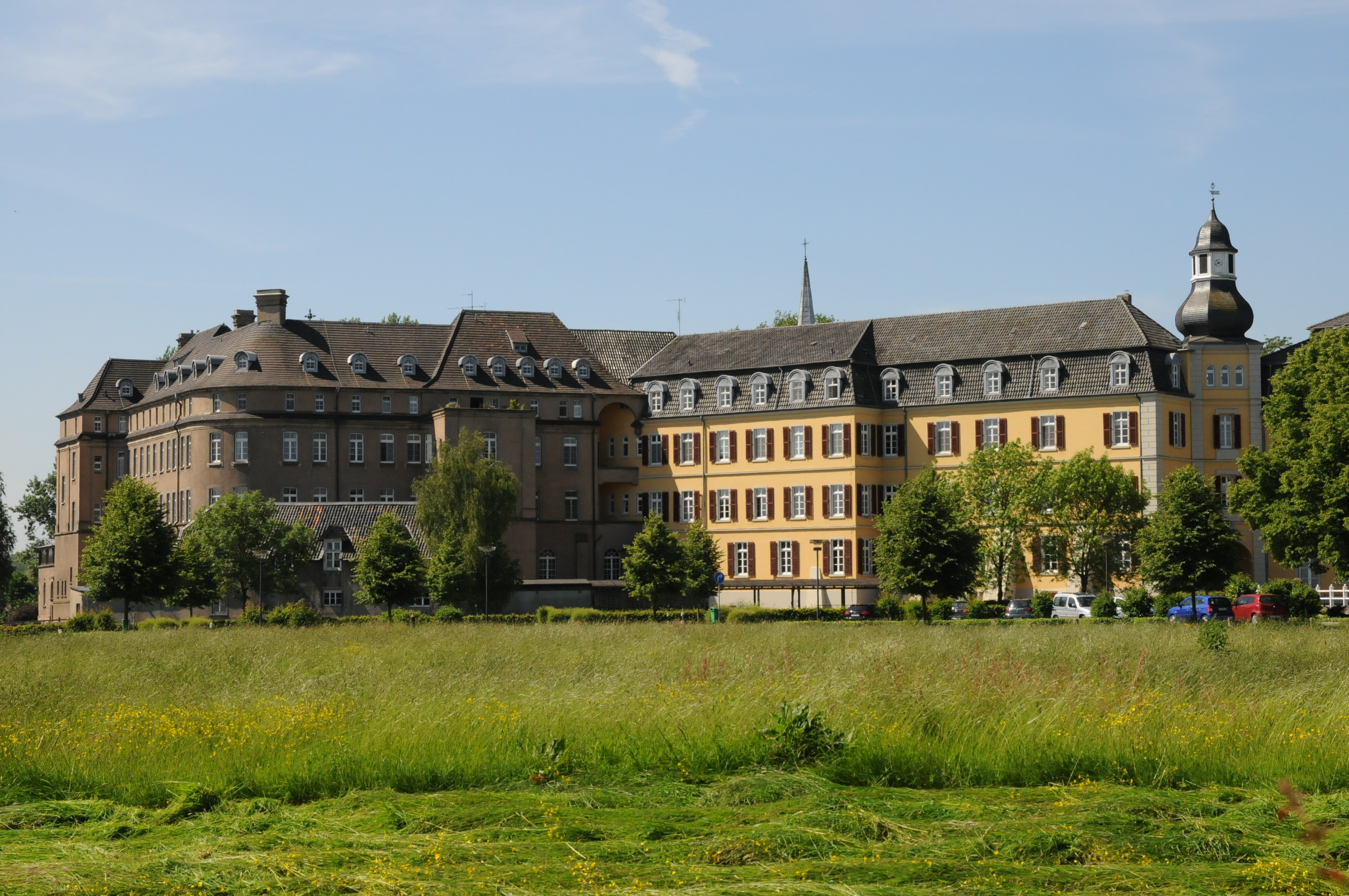
Haus Aspel von Nordosten, heute

- um 1075 Irmtrud vermacht ihre Besitzungen in Rees, Aspel und Haldern dem Kölner Hochstift und macht Aspel damit zum nördlichsten Stützpunkt Kurkölns, das die Anlage als Landesburg im Kampf gegen die Grafen von Kleve nutzt.
- 1079 Mit dem Marktrecht ist in Rees auch das Münzrecht verbunden, in Rees eingerichtet durch die Kölner Erzbischöfe, urkundlich bestätigt durch Erzbischof Sigewin (1079-89). Eine von 20 in Prag 1894 aufgefundenen Münzen aus Rees trägt die Jahreszahl 1089; alle Münzen befinden sich im Berliner Münzkabinett.
- 1081 Tod der Gräfin Irmgard von Aspel zu Köln, ihre letzte Ruhestätte findet sie im Dom zu Köln.
- 1092 Erste urkundliche Erwähnung von Kleve (Cleve).
- Datierung Tuffstein-Westturm in St. Lambertus (Bienen).
- 1107 Papst Paschalis II. bestätigt der Abtei St. Amand ihren Besitz in Esserden (bei Rees).
- 1112 Erzbischof Friederich von Cöln verleiht der Stiftskirche zu Rees das Grütgerechtsam und einen Mansus, sodann den Rottzehnten des Hochwaldes im Bezirk von Dernau.
- 1122 Patrozinium der Kirche St. Lambertus in Bienen (Byenen) oberhalb des Rheins (heute Bienener Altrhein) an der Handelsstraße von Wesel nach Arnheim.
- 1142 Der Kölner Erzbischof Arnold von Köln bestätigt als Stadtherr die gegenseitige Zollfreiheit der Orte Rees, Wesel, Xanten, Emmerich, Elten, Doetinchem und Schmithausen. Die im „Reeser Privileg“ ausgehandelten gegenseitige Befreiung vom Marktzoll oder sonstigen Abgaben belegt, dass u. a. in Rees eine nicht geringe Zahl von Kaufleuten gelebt haben muss und zwischen den obigen Orten eine auf Marktverkehr basierende wirtschaftliche Verflechtung (weit vor der Entstehung der Hanse) besteht.
- 1153 weilt in Burg Aspel hoher Besuch: Erzbischof Arnold II. von Wied hält sich in jenem Jahr auf Aspel auf. Die Urkunde, aus der dieser Sachverhalt hervorgeht, stellt zugleich den ältesten urkundlichen Beleg für die Aspeler Burg dar.
- 1159 Papst Adrian IV bestätigt die, namentlich bezeichneten Gerechtsame und Besitzungen des Stiftes Rees in Aspel, Bergswick, Boegen, Birten, Borth, Brück, Dernau a.d. Ahr, Emmerich, Haldern, Hülm, Hüthum, Isselburg, Königswinter, Küdinghoven, Menzelen, Millingen, Ossenberg, Rees
- 1167 Das Kanonikerstift und die heutige romanische Kirche von Wissel werden erstmals urkundlich erwähnt.
- 1169 Nennung eines Herrn von Sulen „en Anholt“ als Lehnsmann des Utrechter Bischofs Gottfried von Rhenen. Zur ersten nachweisbaren Burganlage gehören der elf Meter breite, runde Bergfried, ein kleines Wohnhaus und ein Mauerring. Der Eingang des Bergfrieds ist ein Hocheingang, liegt sieben Meter über dem heutigen Pflaster des Innenhofs und ist nur über Strickleitern zugänglich. Die Wasserburg Anholt vermutlich zum Schutz der ausgedehnten Bistumsterritorien errichtet worden.
- 1190 Philipp I. von Heinsberg lässt die Burg 1190 erneuern und Hofgebäude errichten.

#### Zeit der Stadtgründungen – Rees und die Orte in Westfalen und am unteren Niederrhein erhalten das Stadtrecht
- 1145  Kaiserswerth  wird Reichsstadt.
- 1188 Rees ist eine wichtige Kaufmannsiedlung, die als oppidum, als umwehrter Platz – (wohl ein grabenumwehrter Wall mit Palisade) bezeichnet wird.
- 1190  Neuss wird erstmals offiziell als Stadt bezeichnet, und Heinrich VI. bestätigt den erzbischöflichen Städten Köln und Neuss Zollfreiheit für Kaiserswerth.[21] Um 1200 wird die große Stadtmauer mit fünf Toren gebaut. 1222 bestätigt Erzbischof Philipp I. der Stadt ihre Privilegien.[22]

- kurz nach 1200 Ausbau des romanischen Turms der Eigenkapelle des Oberhofes in Mehr (Zur Rose)
- 1206 Urkundliche Erwähnung von Gerard von Bellinghoven (Schloss Bellinghoven)
- 1220 Eigenkapelle des Oberhofes (Zur Rose) steht an der Stelle der heutigen Kirche in Mehr.
- 1222  Bocholt erhält die Stadtrechte durch Dietrich III. von Isenberg, (auch Fürstbischof Dietrich III. von Münster).[23]
- 1226  Borken erhält die Stadtrechte durch Dietrich III. von Isenberg.
- 1228 Der Kölner Erzbischof Heinrich von Müllenark (auch Molenark) erhebt Rees am 14. Juli zur Stadt, sie erhält die gleichen Privilegien und Rechte wie das kölnische Neuss und ist damit die älteste Stadt am unteren Niederrhein. Rees weist ca. 150 Gebäude auf und hat etwa 600 Bewohner.
- 1228 Erzbischof Heinrich von Molenark verleiht Xanten am 15. Juli die Stadtrechte, in erster Linie um seine territorialen Ansprüche gegenüber den Grafen von Kleve zu unterstreichen.
- 1229  Geldern erhält die Stadtrechte.
- 1230 Unter Heinrich VII. wird  Nijmegen freie Reichsstadt. 1247 kommt die Stadt in gelderländische Hände: Graf Otto II. von Gelderland erhält die Stadt als Pfand vom römisch-deutschen König Wilhelm II. (der gleichzeitig Graf von Holland war). Weil das Lehen nicht ausgelöst werden kann, bleibt es fortan im Besitz der Herren von Geldern.
- 1233  Emmerich wird Reichsstadt (durch Otto von Geldern und Zutphen)[24]
- 1233 Graf Otto II. von Geldern erteilt  Arnhem das Stadtrecht.
- 1233  Rheinberg erhält die Stadtrechte.
- 1236 Graf Otto II. von Geldern erteilt  Doetinchem das Stadtrecht.
- 1238 Burg Aspel wird durch den Grafen Dietrich von Kleve eingenommen und zerstört. Erzbischöfliche Truppen können die Burg aber für das Hochstift zurückerobern und die Besatzer vertreiben. Im anschließenden Friedensschluss muss sich Kleve dazu verpflichten, einen Neubau zu bezahlen. Dieser erfolgt unter dem kurkölnischen Amtmann Rupert von Swansbule (Schwansbell), der die enormen Kosten von 500 Kölner Mark aus eigener Tasche vorstreckt und im Gegenzug und dafür die Zollrechte von Neuss sowie die Burg Volmarstein und die „Insel bei Rees“ erhält.
- 1240 Haus Empel wird urkundlich erstmals 1240 als Besitz des Ritters Bernard von Rees erwähnt.[25] Das Wasserschloss wurde 1945 zerstört und bisher nicht wieder aufgebaut.
- 1240 Erzbischof Konrad von Köln gibt am 6. April zu erkennen, dass das ihm durch Ritter Bernhard von Rees vermittelte Urteil zwar dem gemeinen Recht widerspreche, dem Privatrecht der Stadt Rees jedoch conform sei, dass die Bürger daselbst in zweifelhaften Fällen nach Köln und Neuss, die gleiches Recht hätten, recurriren sollten.
- 1240 Das Kloster Schledenhorst bei Haldern (Rees) wird von Ritter Bernard von Rees gestiftet. 1243 nimmt der Erzbischof von Köln das Nonnenkloster unter seinen Schutz. 1249 wird es in den Orden der Zisterzienser aufgenommen und der geistlichen Betreuung durch den Abt des Klosters Kamp unterstellt. Das Kloster wird 1806 aufgelöst.
- 1240 Erste Kirmes in Rees.
- 1241  Wesel erhält Stadtrechte (durch Dietrich von Cleve).
- 1241 Großes Stadtprivileg. Erzbischof Konrad von Köln fordert von jeder Behausung in Rees einen Jahreszins von 6 Kölner Denaren und eine Heeresfolge bis auf nur 4 Meilen vor der Stadt. Den Holzbedarf mögen die Bürger im Januar und Juni nach Anweisung des Försters aus dem Elsbruch entnehmen. Für ein einfaches Vergehen zahlen sie dem Richter 7 Solidi und 6 Denare Xantener Münze, für ein schwereres je nach Art desselben. Die Einkünfte der Gemeinde werden zum Ausbau der Stadt verwendet. Während der drei Jahrmärkte sind Kaufleute und deren Waren inarrestabel. Endlich befreit er die Bürger von der Zollabgabe in Köln und Neuss.
- 1242  Kleve erhält die Stadtrechte.
- 1242 Das um 1230 gegründete  Kalkar erhält (vermutlich) die Stadtrechte.
- 1243 Der Wiederaufbau von Burg Aspel ist beendet.
- 1245 Um- und Erweiterungsbau der Stiftskirche (Rees) zu einer fünf-schiffigen gotischen Kirche mit Chor und Umgang.
- 1249 Erzbischof Konrad bestätigt, dass die Kirche zu Haldern und die Kapelle zu Aspel der Reeser Stiftskirche unterstellt sind.
- 1254  Grieth  wird von den Klever Grafen zu einem befestigten Hafen- und Handelsplatz ausgebaut. Sie brauchten eine eigene Stadt am Rhein. Die nur rund 7 km stromabwärts gelegene Stadt Rees stand unter kurkölnischer Herrschaft. Grieth erhält von Graf Dietrich VI. von Kleve 1254 Stadtrechte, 1472 Zoll- und Stapelrechte. 1540 wurde Grieth auch Mitglied im Städtebund der Hanse.[26]
- 1256 Augustiner-Eremiten gründen östlich von Brünen beim Ort Beylar das Kloster Marienthal.
- 1256 Wessel van den Boetzelaer samt seinen Söhnen wird urkundlich erwähnt. Seine Familie stammt von den Grafen von Galen ab und sind im 13. sowie 14. Jahrhundert aufgrund ihrer umfangreichen Besitzungen ein sehr einflussreiches Geschlecht am Niederrhein.[27]
- 1257 Der Hof Till wird erstmals genannt. Er ist im Besitz der Klever Grafen.
- 1259 Schloss Sonsfeld (Haldern) wird erstmals urkundlich erwähnt.
- 1260 Die Burg Monterberg (Monreberg) wird südlich der Stadt Kalkar (wieder) aufgebaut und dient den Grafen von Kleve als Residenz.
- 1263 Grundsteinlegung für die gotische Stiftskirche St. Viktor in Xanten (281 Jahre später vollendet); wird zum Zentrum des niederrheinischen Archidiakonats.
- 1288 Nach der verlorenen Schlacht von Worringen muss Siegfried von Westerburg die Anlage Burg Aspel an Adolf V., den Grafen von Berg, verpfänden.
- 1289 Erzbischof Sifrid von Köln überlässt der Stadt Rees, deren Befestigung durch den Andrang des Rheins in gefahrdrohender Weise geschwächt ist, die Accise zur Aufführung einer Rheinmauer.

#### Bau der ersten Reeser Stadtmauer (1289 bis 1350) und der Stadttore (1328 bis 1540)
- 1289/90 Baubeginn der ersten Stadtmauer an der Rhein- und Südostseite der Stadt (Bärenwall, Rondell, Zoll- oder Mommenturm)
- 1292 Eine Pfarrkirche in Till wird erwähnt, hat aber wohl schon im 9./10. Jahrhundert bestanden, wie die Inschriften zweier heute verschollener Inschriftsteine bezeugen. Auch existiert heute noch der Taufstein der Vorgängerkirche um 1200.
- 1298 Ersterwähnung Kirche St. Lambertus (Bienen); später St. Cosmas und Damian.
- 1299 Propst und Dechant des Domstiftes zu Cöln bestimmen als Schiedsrichter die von Ritter Johann von Rees wegen Beleidigung der dasigen Stiftsherren öffentlich zu begehende Buße.
- 1299 Durch eine Feuersbrunst wird die ganze Nyerstrasse (Oberstadt) in Rees eingeäschert.
- 1299 Erzbischof Wichbolt von Cöln weist der Stadt Rees im Hinblick auf das erlittene Brandunglück den Karrenzoll in Rees und Haldern bis auf Widerruf zu und befreit sie auf ein Jahr von der Arrestation ihrer Bürger und deren Güter in seinem ganzen Gebiet.
- 1300 Kevelaer wird erstmals urkundlich erwähnt.
- 1305 Tod von Dietrich von Bellinghoven, baut Schloss Bellinghoven zu Ende (Motte)
- 1307 Erzbischof Heinrich II v. Cöln bestätigt der Stadt Rees den Besitz der dortigen Weiden, des Spyk-Ackers mit der Rheininsel der Gemeinde und des Ziegellandes.
- 1307 Ein mit Gräben und Wällen befestigter Hof namens Moyland wird erstmals urkundlich erwähnt. In jenem Jahr nahm der Geistliche und spätere Archidiakon von Lüttich, Jakob van den Eger, die Anlage von Graf Otto von Kleve in Erbpacht.
- 1318 Peter, Herr von Leck, verpflichtet sich dem Capital zu Rees, als Patron der Kirche zu Haldern, von dem bei dem Schlosse Werde gelegenen, jetzt angebauten Bruche einen festen Zehnten von 100 Malter Hafer zu entrichten

### Rees gehört zur Grafschaft Cleve (1321 bis 1331)
- 1321 Erzbischof Heinrich II von Cöln macht Peter Herr von Leck zum Burgmann von Aspel und belehnt ihn außerdem mit einem bei Wittenhorst gelegenen Bruche.
- 1321/22 Burg Aspel, Rees, Kempen und Xanten kommen als Absicherung/Pfandschaft an Dietrich Luf III. von Kleve, dem der Erzbischof Heinrich II. von Virneburg (Cöln) die Burg und Grafschaft Hülchrath abgekauft hatte.
- 1325 Burg Bellinghoven erstmals urkundlich erwähnt (Offenhaus des Grafen Dietrich VIII. von Kleve); Schloss Bellinghoven Ableger des Oberhofes in Mehr.
- 1327 Erstmalige Erwähnung des Hospital und Gasthauses im Brauhofbereich in Rees.
- 1328 Erbauung des Rynwickertores (Rees).
- 1331 Die Pfandschaft (Burg Aspel, Rees, Kempen und Xanten) wird wieder eingelöst.

### Rees gehört zum Erzbistum von Cöln (1331 bis 1392)
- 1334 Schloss Diersfordt (Wesel) wird erstmals urkundlich erwähnt.
- 1338 (Rees) Erbauung des Steintores Oberstadt, Baubeginn von Delltor (Porta Lapidea / Steinpforte; führte in die Talsiedlung – ter Deylen/Dell) und Falltor (Valporte/Walltor; Doppeltoranlage), beide waren Doppeltore; hinzu kommen das Rynwickertor (1344-50), Rheintor (frühes 16. Jh.), Wassertor (Waterport, 1417) und Krantor (1540).
- 1346 Der jüdische Bürger Salomon, genannt „Vynes von Rees“ wird urkundlich erwähnt.
- 1350 Fertigstellung der Stadtmauer Rees.
- 1356 Rütger von Empel schließt eine Sühne mit dem Erzbischof Wilhelm v. Cöln, indem er seine Burg Empel von Neuem als Lehen und Offenhaus der Cölnischen Kirche erklärt.
- 1364 Rutger von Hekeren macht dem Erzbischof Engelbert III von Cöln für eine Rente von 20 Florian aus dem Zolle zu Rheinberg sein neuerrichtetes Schloss Hueth im Kirchspiel Bienen zu Lehen und Offenhaus.
- 1368 Schloss Sonsfeld (Haldern) ist im Besitz eines Wittenhorst.
- 1372 Gasthaus, Hospitalsteege, Armenhospital/Hospital in Rees wird erstmals urkundlich erwähnt.[28]
- 1372 In einer Urkunde wird das Schloss Wissen bei Weeze erstmals erwähnt.
- 1377 Der Buschkampshof (Haldern), neben dem der Battenbergturm steht, wird erstmals genannt.
- 1383 (Bienen-Esserden) Haus Rosau bei Bienen wird Amtssitz des Drosten des Hetter-Amtes.

### Rees gehört zur Grafschaft / zum Herzogtum Cleve (ab 1392)

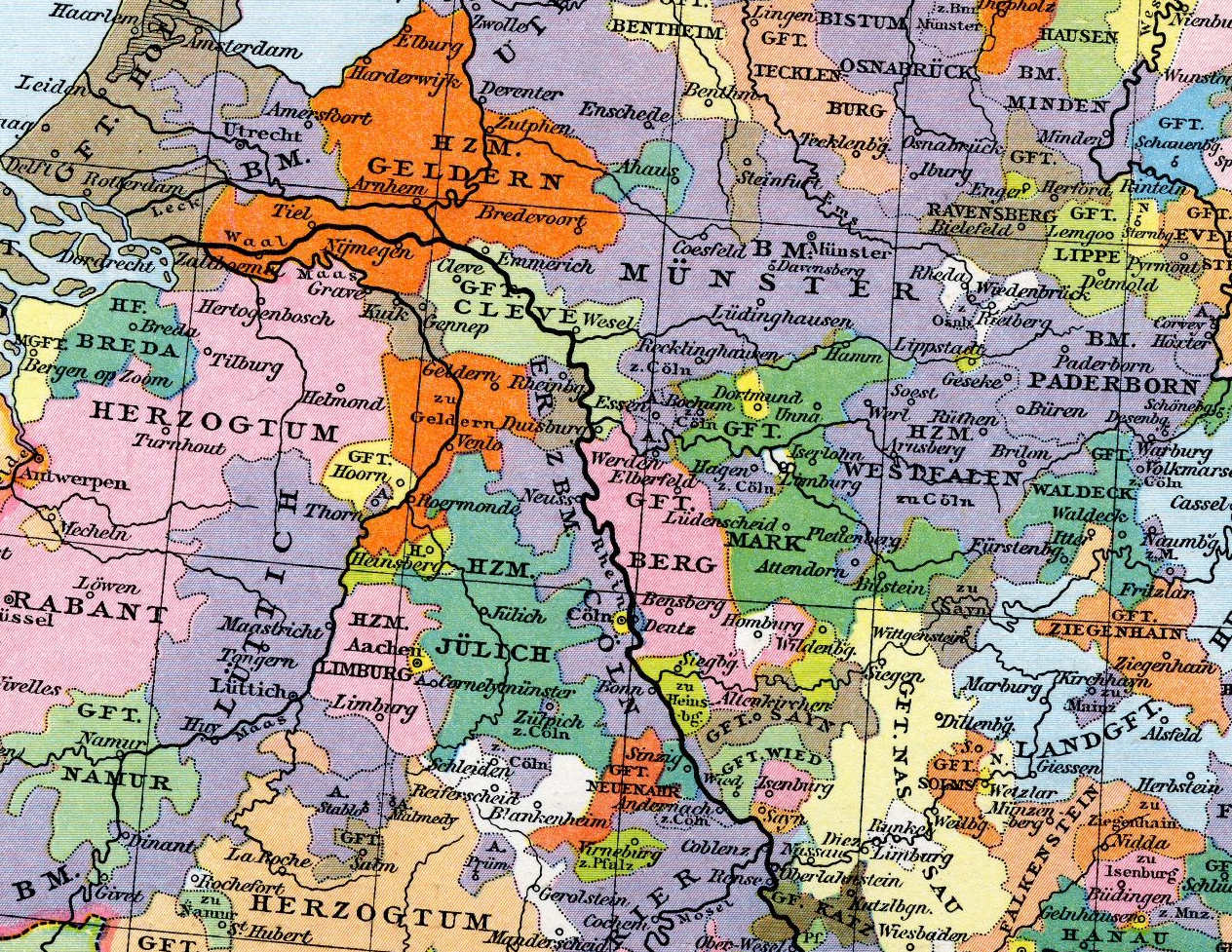
Grafschaft Kleve, Grafschaft Berg, Herzogtum Jülich, 14. Jh.

- 1392 Amt Aspel und die Stadt Rees gehen als Pfand vom Erzbischof Friedrich III von Cöln an Adolf III. von der Mark (Graf von Cleve), als Absicherung für den Kauf der Burg Linn; allmählicher Verfall der Anlage Aspel.
- 1392 Amt Aspel und damit auch Niedermörmter gehören zur Grafschaft Kleve.
- 1393 Erbauung des Alltores und des Delltores in Rees.
- 1396 Erste Erwähnung von Reeser Schützengilden: St. Sebastianus – und St. Georg Schützengilde.
- 1398 Ritter Wilhelm von Rees gelobt dem Grafen Adolph von Cleve, nicht mehr um Geld Würfelspiele treiben zu wollen, mit Ausnahme am Vorabend und am Tage vor Weihnachten, bei Strafe von 200 Goldschilden.

- Bau der gotischen kath. Kirche in Haffen (St. Lambertus), innen reichhaltig bemalt[29]
- 1400 Entstehung von Pumpennachbarschaften (Rees).
- 1407 Erbauung des Rheintores (Rees).
- 1409 Erste Erwähnung von Haus Averforth, Rittergut.
- 1412 Gründung eines Karmeliterklosters in Rees (bis 1424, dann Aufhebung und Verlegung nach Geldern)
- 1415 Weiterer Ausbau der Kirche (Rees), besonders des Chores. Nach Fertigstellung neben der Stiftskirche St. Viktor (Xanten) das damals vermutlich bedeutendste Bauwerk am unteren Niederrhein.
- 1417 Kleve wird Herzogtum – (Konzil von Konstanz) Haus Mark (1417–1609) – Herzöge Adolf II., Johann I., Johann II., Johann III., Wilhelm, Johann-Wilhelm.

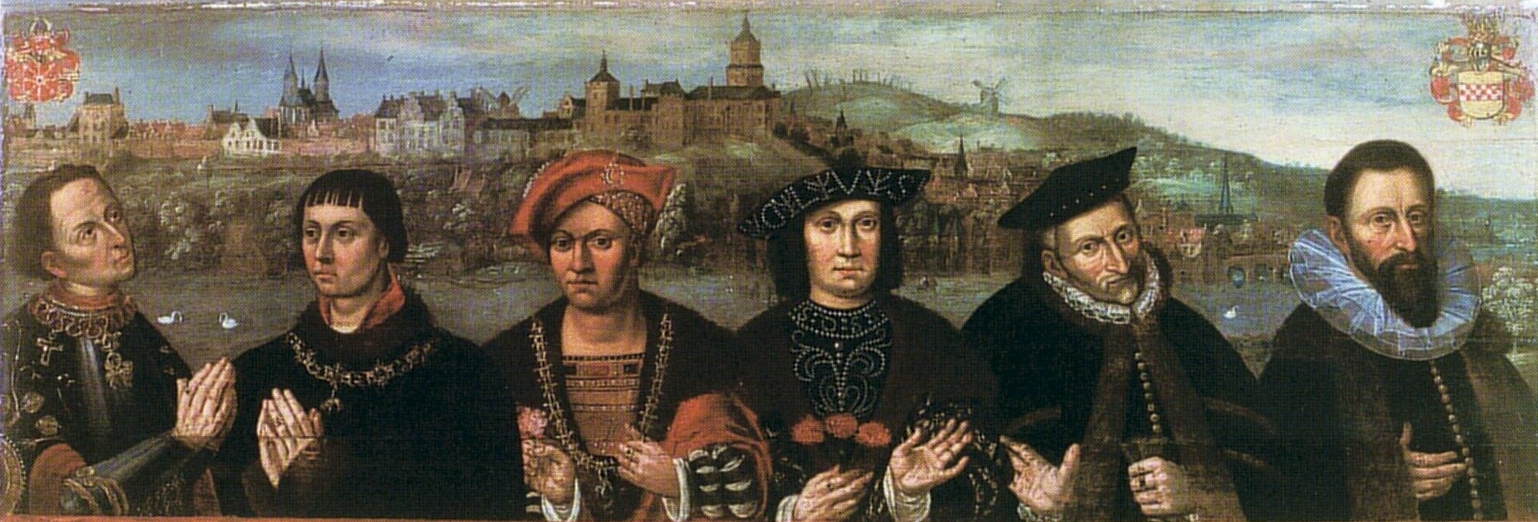
Die sechs Klever Herzöge, Adolf II., Johann I., Johann II., Johann III., Wilhelm V. und Johann Wilhelm (v. l. n. r.), Bild eines unbekannten Malers aus dem 17. Jh., sogenanntes Herzöge-Bild

- 1417 Erbauung des Neu- und des Wassertores in Rees.
- 1429 Errichtung des Melatenhofes (Rees) zur Aufnahme von Pestkranken. (Melaten, Leprosen = Mamaladen, Sieken = Siechen, Lazaren, Miselsüchtige).[30]
- 1429 Gründung der Armenbruderschaft (Bruderschaft Unserer Lieben Frau) zum Trost und Heil der Lebenden und Abgestorbenen, durch Magistrat und Kapitel. Diese Bruderschaft entwickelte sich bis zum Ende des 18. Jahrhunderts zum Mittelpunkt der städtischen Armenpflege.
- 1433 (oder früher) Der klevische Amtmann Dietrich von der Mark zieht von Aspel auf die Isselburg und führt dort die Amtsgeschäfte weiter.
- 1435 Das älteste bekannte Siegel von Bienen (1435) zeigt die heutigen Schutzpatrone Cosmas und Damian mit Schwertern und in der Mitte ein Salbentöpfchen (Bienenkorb?).
- 1436 Errichtung eines Franziskanerinnenklosters in der Fallstrasse, Rees. Die Zahl der Schwestern durfte nicht mehr als 44 Nonnen sein.
- 1444 Erste Abbrüche der Anlage in Aspel.
- 1446 die Lambertus-Kirche (Haffen) wird erstmals urkundlich erwähnt. Ab dieser Zeit erscheint der Name Renen nicht mehr in den Schriftquellen.

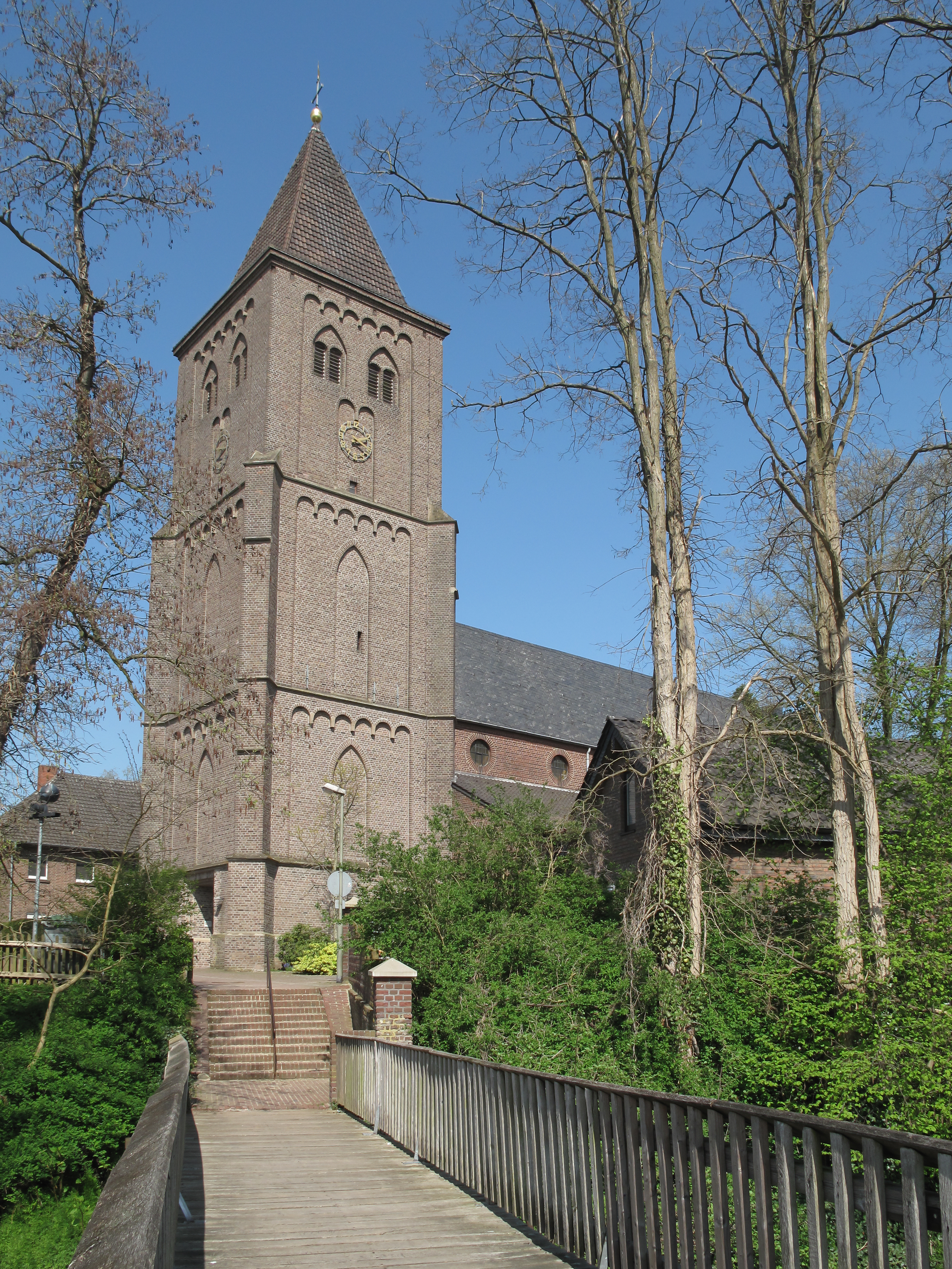
Mehr, Kirche

- 1447 vollst. Gotisierung der Kirche in Mehr (Gewölbe, neuer Chor, Anbau Seitenschiffe).
- 1450 Bau des gotischen Rathauses am Markt (Rees); möglicherweise unter Mitwirkung des Baumeisters Gisbert Schairt van Bommel.
- 1459 Anbau einer Kapelle an das Franziskanerinnenkloster, Fallstrasse, Rees.
- 1460 Der Bürger Goswin van den Wydick vermacht am 14. Jan. 1460 zu Ehren der Hl. Jungfrau Maria und der zwölf Apostel sein Vermögen mit der Bestimmung, dass ein Armenhof erbaut und dessen Bewohner verpflegt und gekleidet werden (Zwölf-Apostel-Armenhof, Dellstraße / Geldernsche Kay).[31]
- 1464 Urkundliche Erwähnung einer zahlreichen Beteiligung Reeser Schützen an der Viktorstracht in Xanten. Bedingt durch die gegen Ende des 15. Jahrhunderts beginnende Periode fast ununterbrochener Kämpfe und Unruhen am Niederrhein, worunter die Stadt Rees am stärksten zu leiden hatte: wirtschaftlicher, kultureller und Bevölkerungsrückgang in der Stadt.
- 1470 Herzog Johann I. von Cleve bewilligt auf die Intercession des Marschalls Ott von Wylick, Ritter, und des Rentmeisters Arnt Buckingh 200 Unkelsteine (Basaltsteine) von dem verfallenen Bau in Aspel zu dem neuen Turm oberhalb der Stadt (Mühlenturm).

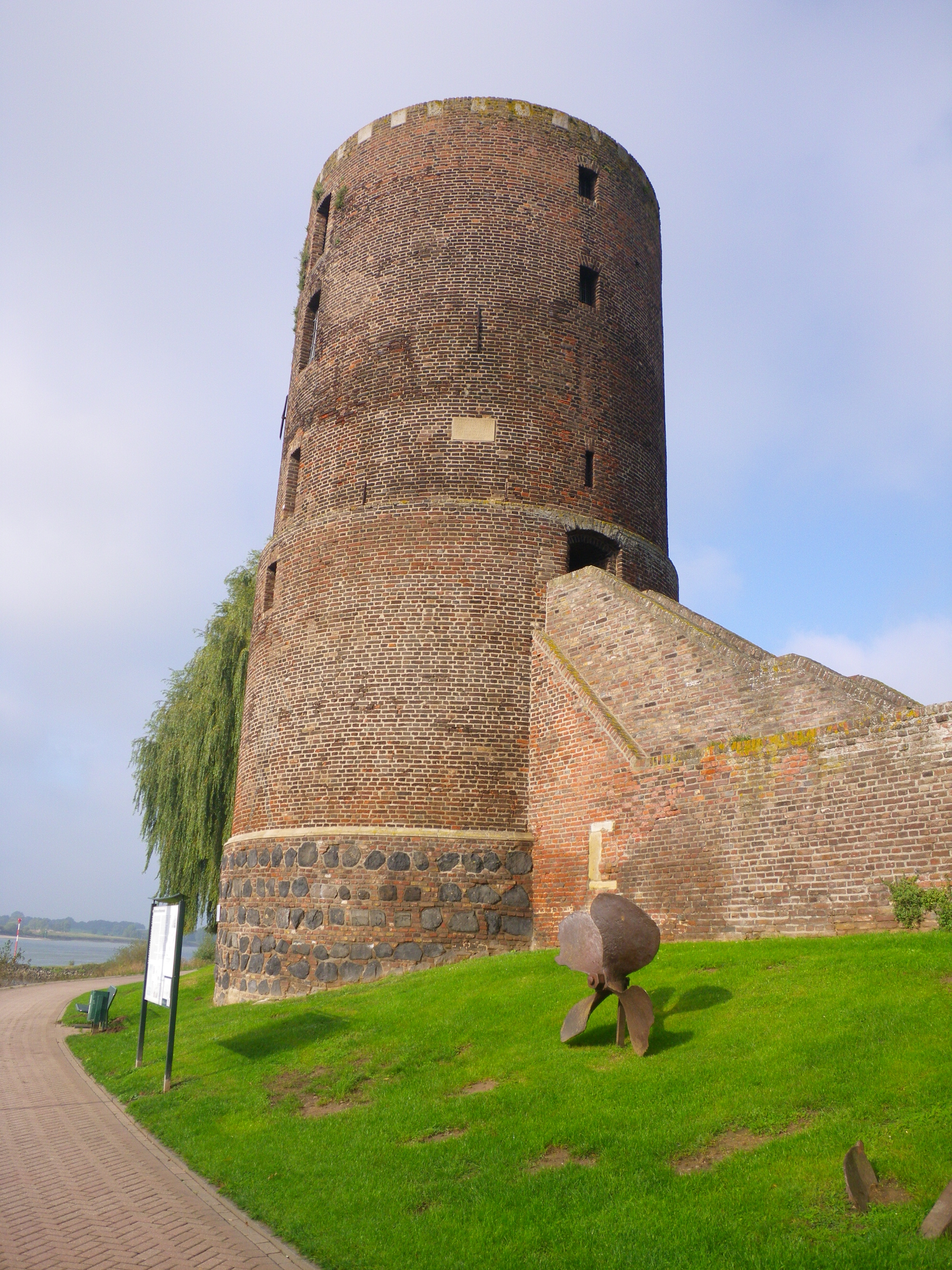
Mühlenturm Rees

- 1470 Bau des Mühlenturms (Rees), der der Stadtverteidigung dient, bei winterlichen Eisgängen des Rheins als Eisbrecher fungiert und Lohmühle (Herstellung von Gerbmitteln) ist.
- 1470 Der klevische Landrentmeister und Schöffe Arnt Buckingh errichtet in Rees, Oberstadt, eine Heimstatt für alte unbemittelte Leute, den St. Spiritus-Armenhof.
- 1470 bis 1570 Zu den Bewohnern der Burg Aspel zählten die Herren von Töven, Lychendorp, Hasselt, Dugelen und Schriek. An die Familie von Töven erinnert noch heute das Tövener Feld zwischen dem Aspeler Meer, dem Schmalen Meer und der Landstraße Rees-Wesel.
- 1473 Reform der Stadtverfassung in Rees: Demokratisierung und weitgehende Selbstverwaltung.
- 1480 Goswin van den Wydick, genannt Nolden, stiftet zu Ehren der heiligen Jungfrau und der Zwölf Apostel den „Armenhof zu den zwölf Aposteln“ (laut Testament für 12 „elendige und arme Personen“), Dellstraße / Kaystraße, Rees.
- 1480 Der evangelische Friedhof in Rees wird seiner Bestimmung übergeben.
- 1480 Erstmalige urkundliche Erwähnung des Ortes Grietherbusch.
- 1492 Henricus Uranius (aus den Himmel in der Pfaffenstr.), berühmter Humanist, in Rees geboren (1558–1572 Rektor des Gymnasiums zu Emmerich).
- 1482 Wegen der ungünstigen Lage direkt am Rhein (Überschwemmungen) wird der Sitz des Hetter-Amtes in der Burg Rosau von Herzog Johann von Kleve aufgegeben und nach Schloss Isselburg (ab 1502 Verwaltungssitz) verlegt.
- 1494 belehnt Herzog Johann II. von Kleve den Harnischknecht Amelongh von Escharden mit dem Buschkampahof (Haldern). Amelongh machte Karriere, er wird 1494 Gerichtsbote.
- 1495 Auf Veranlassung Herzogs Johann von Kleve Rückverlegung der Zollstelle Büderich (Wesel) nach Rees.
- 1498 Amelongh von Escharden wird Richter in Rees und Aspel.

#### Verlagerung des Rheinbeckens – Grietherbusch wird rechtsrheinisch
- Ende 15. Jh. Grietherbusch („in den Bosch“) wird durch die natürliche Verlagerung des Rheinbeckens rechtsrheinisch; der Ort wird von Grieth und Wissel getrennt.
- Ende 15. Jh. Datierung Muttergottes und die Hl. Apolonia aus der Kirche in Cosmas und Damian (Bienen).

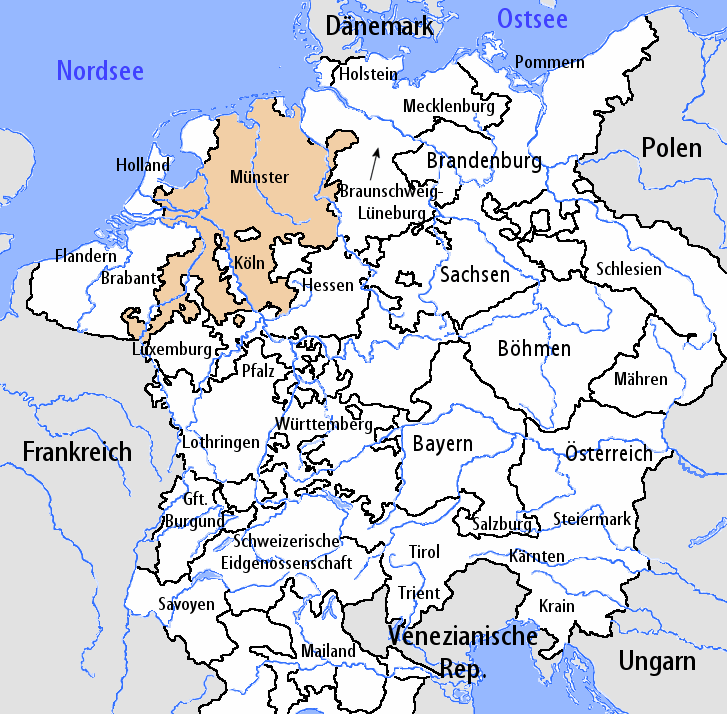
Reichskreise zu Beginn des 16. Jahrhunderts (Niederrheinisch-Westfälischer Reichskreis in hellbraun)

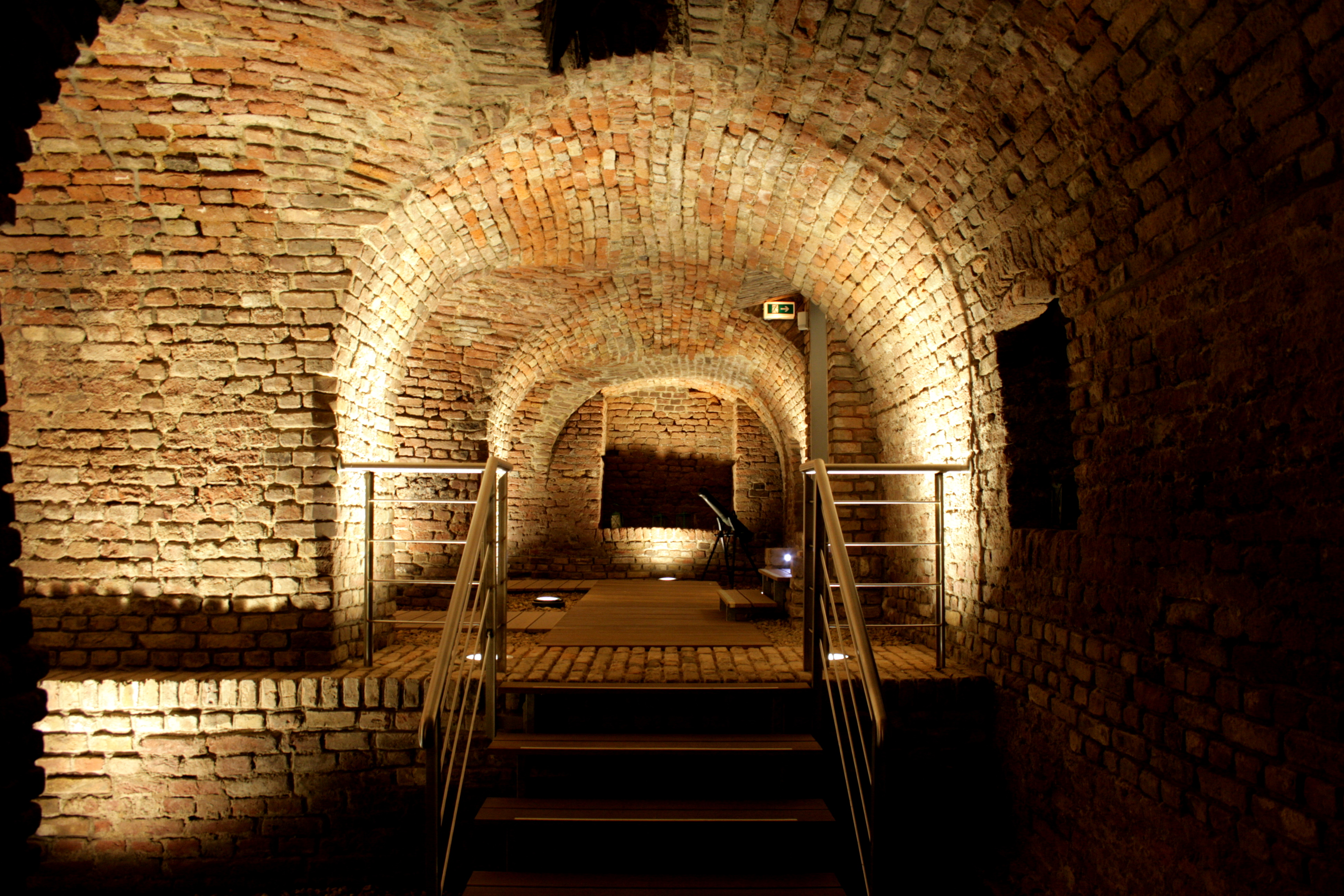
Kasematten Am Bär in Rees, erbaut um 1500

- Anfang 16. Jahrhundert (Reformation) Battenberg-Turm (= Boten-Berg/Turm; Haldern) wird errichtet.
- Anfang 16. Jahrhundert Figur Hl. Rochus aus der Kirche in Cosmas und Damian (Bienen).
- 1500 Bau von neuen Befestigungsanlagen durch den Magistrat der Stadt Rees. Erhalten sind die Bastei am Westring, die Kasematten unter dem Museum und dem Rondell.
- um 1500 Von den Kanonikern wird in der Nähe der kath. Reeser Stadtkirche (heute St. Mariä Himmelfahrt) direkt am Rhein das Haus errichtet, in dem sich heute die 'Rheinterrassen' befinden (Wasserstraße), die seit 300 Jahren im Familienbesitz sind.
- 1501 Stiftung der Stadt Rees zur Waisenpflege.
- 1513–53 Heinrich Averforth, Kirchmeister und Schöffe, Leihnehmer von Haus Averforth.
- 1514 Sturz des Portals im nördlichen Seitenschiff (St. Lambertus, Bienen) ist mit 1514 datiert.

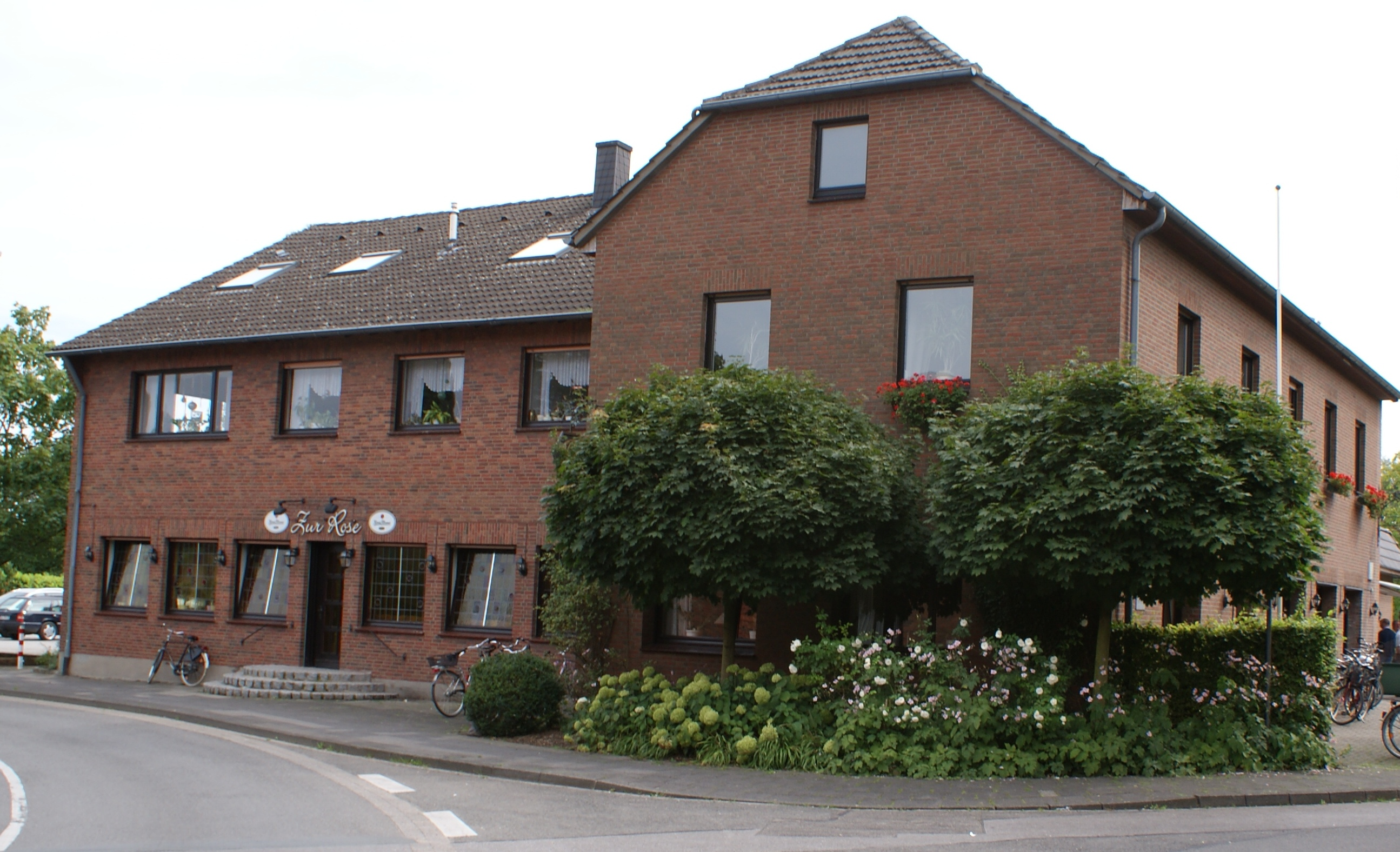
Gasthaus zur Rose in Rees-Mehr

- 1539 Erste schriftliche Erwähnung des Gasthauses „Zur Rose“ in Mehr. Damals pachtete der Hoppenbrauer Johannes Roess und später sein Sohn Gottfried Roess das Wirtshaus von der Xantener Propstei. Daher gründet sich seine heutige Bezeichnung nicht auf eine Rose, sondern auf den Namen seiner einstmaligen Pächter.

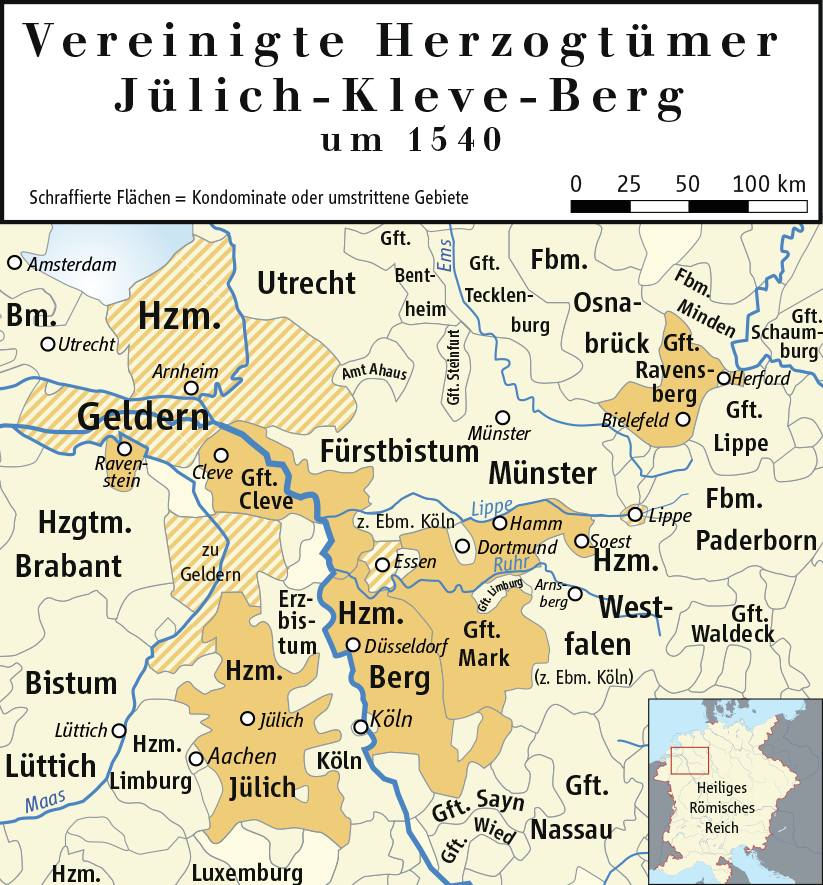
Die Herzogtümer Jülich, Kleve und Berg und die Grafschaften Mark und Ravensberg

- 1540 Erbauung des Krantores in Rees.
- 1546 Der erste reformierte Prediger Noetermann wirkt in Mehr.
- 1549 Der Magistrat der Stadt Rees beschließt, keine Juden in der Stadt zu dulden, eine Ausweisung der Juden wird am 8. März 1549 durchgeführt.
- 1550 In Wissel nahe dem heutigen östlichen Ortsausgang Richtung Grieth das noch heute bewohnte Haus Kemnade (Wissel) als Wasserburg errichtet (vermutlich am Standort der 1115 zerstörten Burg).
- 1556 Adam Steenhalen in Rees geboren, Jesuit; Erzieher und Berater des späteren Königs Sigismund von Polen; Domherr zu Frauenburg im Ermland (1613 dort gestorben).

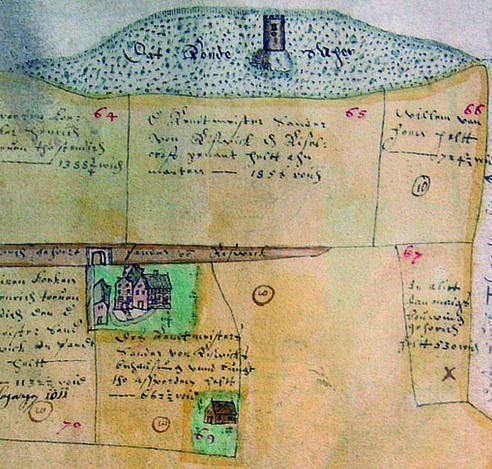
Aspel in einem Deichbuch von 1587

- 1563 Einrichtung einer städtischen Schule in Rees.

#### Achtzigjähriger Krieg – Spanisch-Niederländischer Krieg (1568 bis 1648)
- 1568–1648 Achtzigjähriger Krieg (Spanisch-Niederländischer Krieg), Schloss Bellinghoven wird teilweise zerstört.
- 1570 Folgenschwerer Deichbruch bei Bergswick (Rees).
- 1571 Erste Erwähnung einer evangelischen Gemeinde in Rees anlässlich der Synode in Emden.
- 1575 Derick Wylicks aus Xanten eröffnet in Rees erste Druckerei.
- 1578 Studienstiftung der Sophia von Bocholt für mittellose Studenten der Theologie, sowie zur Ausstattung von armen mittellosen Mädchen (Rees).
- 1580 die Herren von Bellinghoven treten zur Reformation über
- 1581 Waisenhausstiftung der Eheleute Christoffel von Wylich und Johanna von Pallandt in der Rünkelstraße.
- 1582 Waisenhaus wird in Rees erbaut.[32]
- 1583 Errichtung einer Großen Steinbastei an der Nordwestseite der Stadt Rees, das sogen. Ravelin.
- 1583 Erneut werden die Juden durch den Rat der Stadt „bei höchster Ungnade und Brüchten (Strafgelder)“ aus der Stadt verwiesen.

### Rees wird von spanischen Truppen eingenommen und besetzt (1598)
- 1598 Im Achtzigjährigen Krieg (Spanien-Niederlande) wird Aspel von spanischen Soldaten belagert, eingenommen und geplündert. Burg und Vorburg sind danach stark beschädigt, allein die Burgkapelle bleibt intakt.

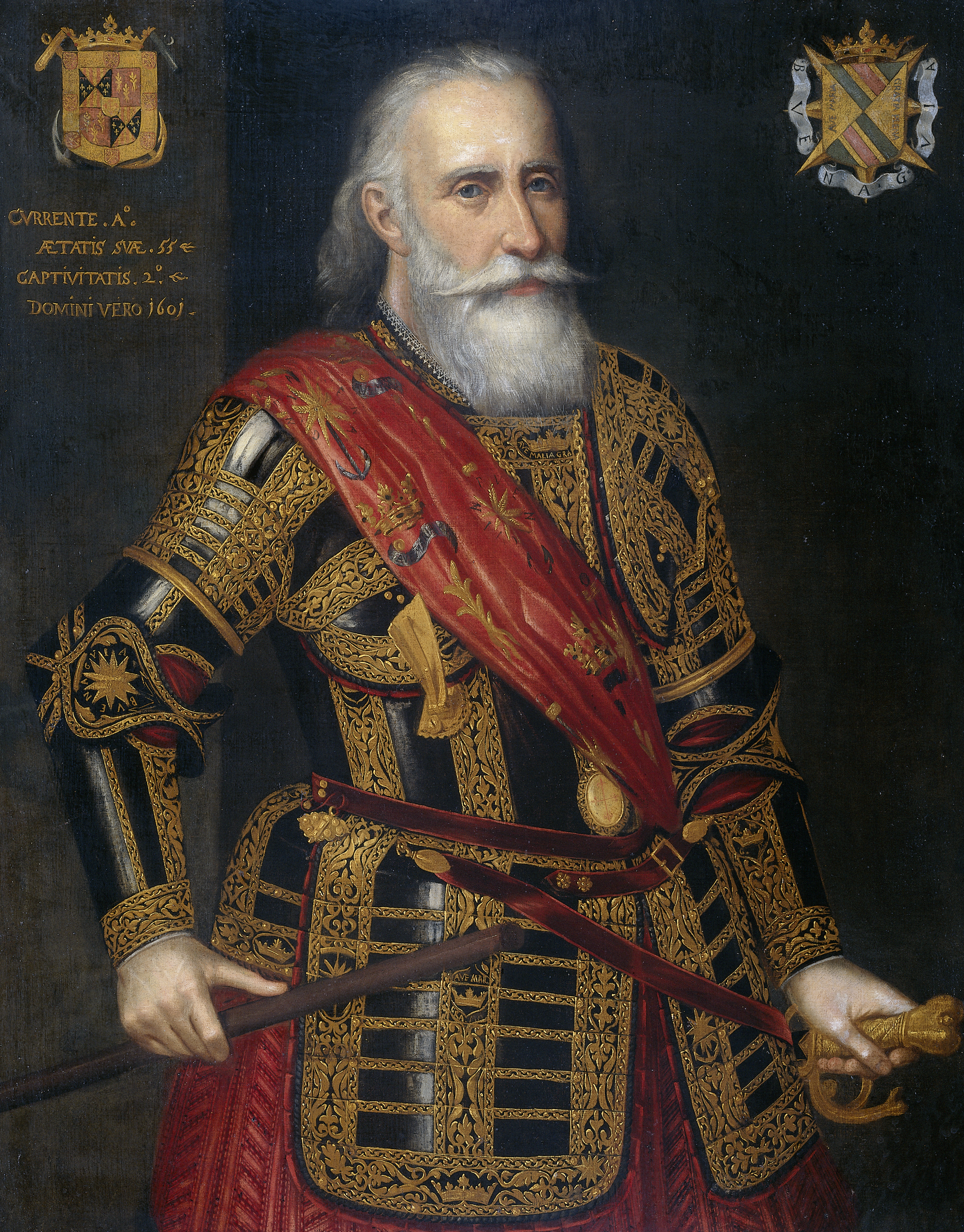
Francisco Hurtado de Mendoza 1601

- 1598 Während des Achtzigjährigen Kriegs wird Rees durch ein spanisches Söldnerheer unter Francisco de Mendoza eingenommen und besetzt.
- 1599 Entsatzversuch durch reichsdeutsche Truppen unter Graf Simon von der Lippe in Rees misslungen. Die Spanier erbeuten bei einem Ausfallversuch den auf dem Rondell stehenden Mörser. Das Rheintor durch Beschuss der reichsdeutschen Truppen schwer beschädigt.
- Im Oberhof von Mehr ist die Familie van Meegen. In dieser Zeit nannte sich die Wirtschaft „unter dem Zeichen Rose“.
- 1600 Wiederaufbau des schwerbeschädigten Rheintores in Rees.
- 1603 Geburt von Theodor Ray in Rees, Jesuit; 8 Jahre Vorsteher des Collegiums der Gesellschaft Jesu in Düren, 4 Jahre Vorsteher der Residenz des Ordens in Sulzbach; Erzieher der Prinzen von Neuburg und Jülich, gestorben 1672.
- 1608 Inschrift am Mühlenturm zeugt von einem verheerenden Eisgang.
- 1609 Johann Vilhelm, der letzte Herzog von Kleve ohne Nachkommen gestorben. Nächste erbberechtigte Anverwandten Kurfürst Joh. Sigismund von Brandenburg und Pfalzgraf Philipp von Neuburg.
- 1609–1666 Erbfolgestreit um das Herzogtum Kleve.

### Rees gehört zu Brandenburg-Preußen (1609 bis 1614)
- 1612–1621 Heinrich Kelberg kath. Pfarrer in Mehr.
- 1610–1621 Zwei neue Glocken, schlagendes Uhrwerk in kath. Kirche in Mehr.
- 1614 Nach dem Tode des letzten Klever Herzogs Johann Wilhelm (1609) gehört Rees (vorläufig) zu Brandenburg-Preußen.
- 1614 Vertrag von Xanten; Wesel wird Brandenburg/Preußen zugesprochen[33]

### Rees ist niederländisch (1614 bis 1672)

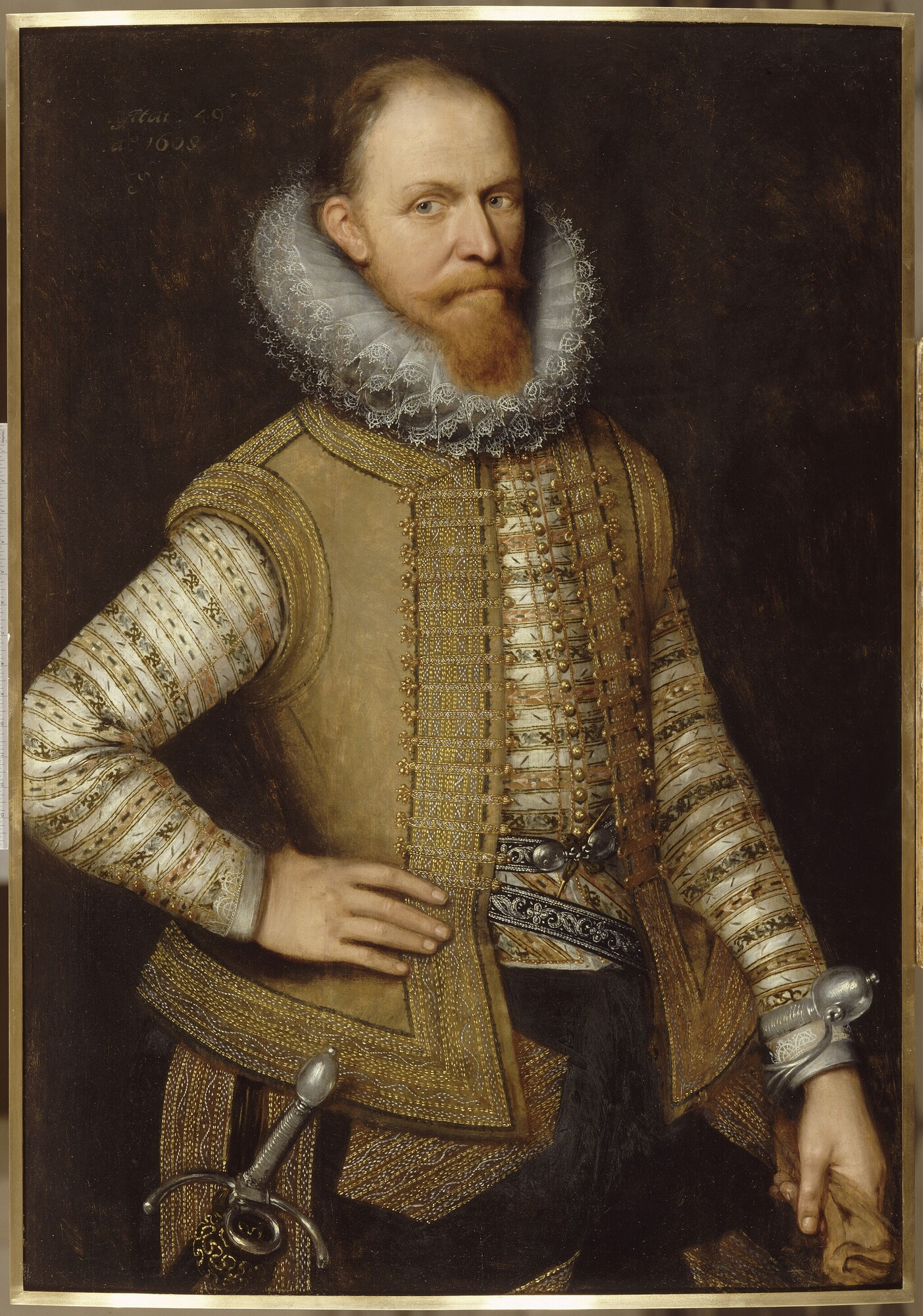
Moritz von Oranien

- 1614–1672 Die Niederländer bleiben in Rees. Rees erlebt während dieser Zeit eine wirtschaftliche Blüte.
- 1614 Zur Sicherung seines neuerworbenen Besitzes Abschluss eines Bündnisvertrages zwischen Brandenburg und Holland. Besetzung der Stadt Rees durch die Holländer unter Prinz Moritz von Oranien. Die Holländer bauen die Stadt zu einer der stärksten Festungen Europas aus. Errichtung von 7 Bastionen: Vor dem Mühlentor, vor dem Falltor, vor dem Delltor, Ravelin, am Weissen Turm, vor dem Rheintor, die Reeser Schanze mit Schule und Kirche.
- 1616–1625 Die Niederländer unter Prinz Moritz von Oranien errichten die große ausgedehnte Festung nach holländischen System mit Neu-Rees auf der linken Rheinseite.
- 1621 Stephan Nathen in Rees geboren; Doktor beider Rechte und Professor an der Universität Köln
- 1623 Erbauung der reformierten Kirche für Zwecke der holl. Besatzungstruppen, später für die hiesige reformierte Pfarrgemeinde.
- 1624 Als Vergeltung für die Wegnahme der protestantischen Kirchen in Wesel durch die spanische Besatzung, okkupieren die Holländer die Resser Stiftskirche.
- 1627–1637 Heinrich Kaeltgen kath. Pfarrer in Mehr.
- 1630/1633 Kirche in Haffen wird protestantisch, Wandgemälde werden übertüncht.
- 1630/1631 Inbesitznahme der Kirche durch die „Weseler Reformierten“; die Altäre werden abgebrochen, Wandgemälde der 14 Nothelfer übertüncht.
- seit 1631 werden im Schloss Bellinghoven Gottesdienste gefeiert.
- 1635–1636 Besetzung von Schenkenschanz (Spanisch-Niederländischer Krieg)
- 1637–1659 Kreuzherr (Ordenspriester) Konstantin Trentorff kath. Pfarrer in Haffen und Mehr.
- 1641/1642 Der geldrische Händler Hendrick Busmann hört eine Stimme: „An dieser Stelle sollst du mir ein Kapellchen bauen.“ (1642 Kapelle in Kevelaer wird gestiftet und eingeweiht – Beginn des Marienwallfahrtsortes Kevelaer)
- ab 1648 Schloss Bellinghoven wird schlossähnlich umgebaut.

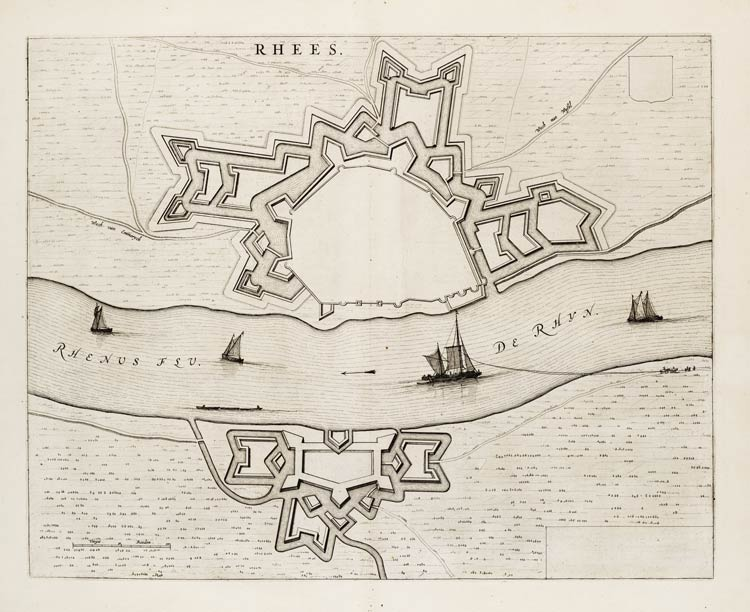
Festung Rees und Umland von Joan Blaeu um 1650

- 1650 Erbauung der Lutherischen Kirche in der Rünkelstrasse, Rees.
- 1652 Widerrechtliche Trennung des Hauses und der Herrlichkeit Groin aus der Reeser Jurisdiktion durch Freiherr von Eickel (klev. Amtskammergerichtspräsident) als Besitzer des Hauses Groin.
- 1652/1653 im Vorburgbereich von Haus Aspel werden Neubauten errichtet.
- 1655 Zur Verhinderung einer bedrohlichen Einschnürung durch die stärker werdende Rheinschlinge und zur Verbesserung der Stromlage erfolgt ein Rheindurchstich bei Obermörmter.
- 1661 Die Kanoniker Arnold und Johannes Lueb stiften eine Studienstiftung genannt: Lueb – Moshövel’sche Studienstiftung.
- 1664 Bau eines Hafens in Rees; ca. 120 × 60 m mit Zufahrt östlich des Rondells.
- 1666 Klever Hauptvergleich zwischen Kurfürst Friederich Wilhelm von Brandenburg und Pfalzgraf Philipp Wilhelm von Neuburg sichert Brandenburg den endgültigen Besitz von Rees.
- 1666 Bestätigung der Reeser Privilegien durch den Kurfürsten Friederich Wilhelm.

### Rees ist französisch (1672 bis 1680)
- 1672 Die Stadt Rees wird von den Franzosen unter Marschall Turenne und Prinz Condé nach vorheriger Einnahme der Reeser Schanze erobert.
- 1672 Neueinweihung der Stiftskirche durch den französischen Kardinal Bouillon und Rückgabe der Kirche an die Katholiken, nachdem sie schon im Religionsvergleich vom 26. April 1672 vom Kurfürsten Friederich Wilhelm den Katholiken wieder zugesprochen ist.
- 1674 Rees wird von den Brandenburgern, welche die Festungswerke schleiften, erobert.
- 1677–1685 Haupthaus von Haus Averforth (heutige Form) wird erbaut.
- 1680 Endgültige Räumung der Stadt Rees von der französischen Besatzung.

### Rees gehört zu Brandenburg-Preußen (ab 1666 / 1674 / 1680)
- 1680 Das erste jüdische Bethaus von Rees (in der Wasserstraße) wird durch ein Rhein-Hochwasser zerstört, Kultgegenstände und das Haus werden von den Fluten weggeschwemmt.
- 1681 Schloss Bellinghoven geht an eine katholische Familie über, evangelische Gottesdienste werden im Schloss verboten. Die evangelische Gemeinde findet in Haus Averforth eine neue Bleibe.

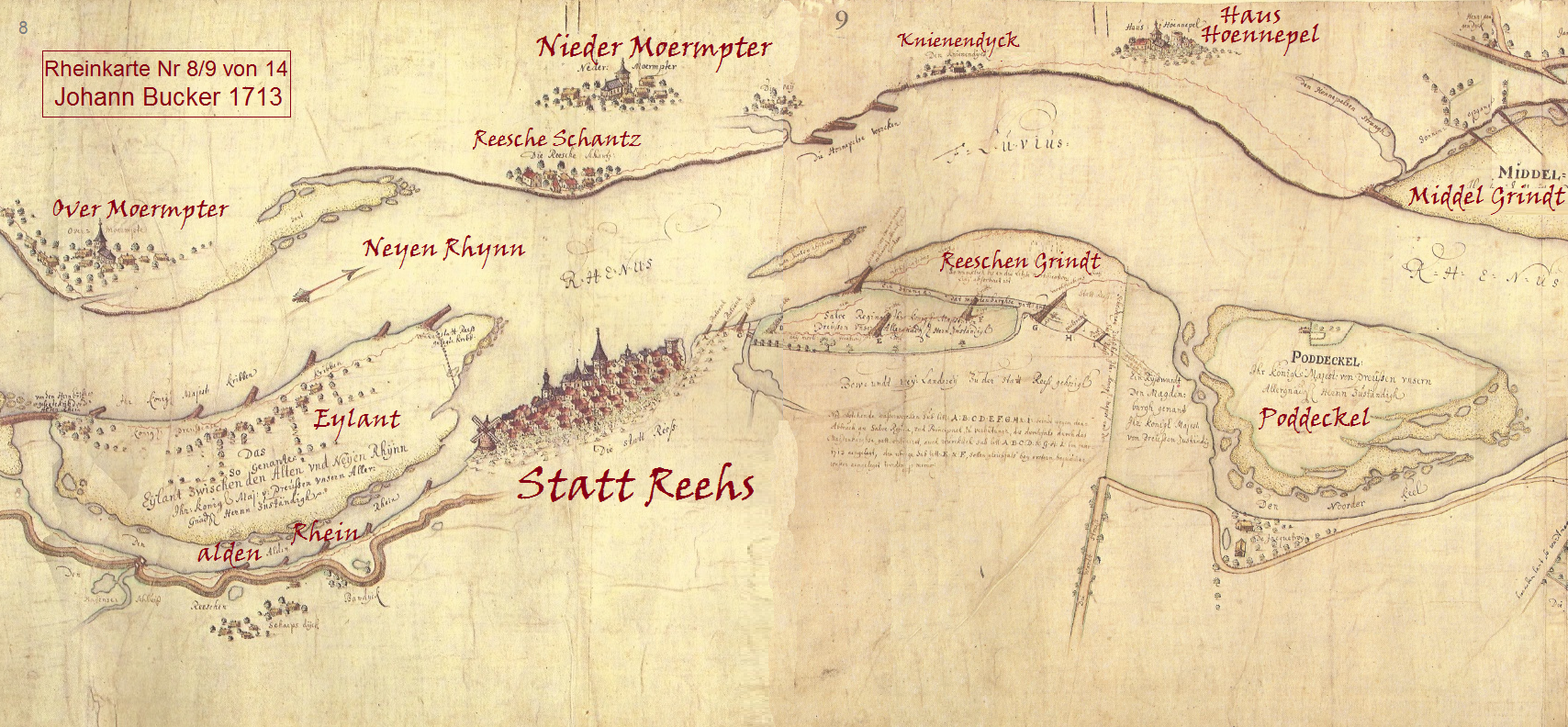
Karte von Johann Bucker: Rheinverlauf bei Rees anno 1713

- 1682 Französische Truppen schießen Aspel in Brand; die bis dahin erhaltene Motte wird vollends zerstört; Pflanzen überwuchern die Burginsel.
- 1685 Ludwig XIV. hebt das Toleranzedikt von Nantes auf. Etwa 170.000 Hugenotten müssen aus Frankreich fliehen. Am Niederrhein siedeln sich etwa 600 französische Glaubensflüchtlinge an, Kolonien entstehen u. a. in Kleve, Emmerich, Duisburg und Wesel.
- 1686 Engelbert von Schriek verkauft die ruinierten Gebäude von Aspel samt Landbesitz an den Generalleutnant Friedrich Wilhelm von Wittenhorst-Sonsfeld.
- 1686 Schloss Sonsfeld ist im Besitz von den Generalleutnant Friedrich Wilhelm von Wittenhorst-Sonsfeld.
- 1690 Generalleutnant Friedrich Wilhelm von Wittenhorst-Sonsfeld wird mit Aspel belehnt.
- 1690 Grietherbusch erhält eigene Pfarrkirche.
- um 1700 Die Familie van de Kamp unterhält in den heutigen 'Rheinterrassen' eine Pferdewechselstation und eine Stube, in denen die Schiffer sich erfrischen können. Pferde ziehen die Lastkähne rheinaufwärts bis zum Duisburger Hafen und müssen regelmäßig gewechselt, getränkt und versorgt werden.